# Codex Sinaiticus
Der Codex Sinaiticus (von Rahlfs bezeichnet als S, von Gregory-Aland bezeichnet als א oder 01) ist eine unvollständig erhaltene koine-griechische Vollbibel aus dem 4. Jahrhundert. Das Katharinenkloster am Fuß des Berges Sinai in Ägypten besaß den Codex bis 1869. Heute ist er auf vier Institutionen aufgeteilt: Der Großteil befindet sich in der British Library (Additional Manuscript 43725), ein kleinerer Teil in der Universitätsbibliothek Leipzig (Codex graecus I); das Katharinenkloster und die Russische Nationalbibliothek in Sankt Petersburg besitzen einzelne Blätter und Fragmente.
Der Codex Sinaiticus enthält zusätzlich zum Alten und Neuen Testament zwei frühchristliche Schriften: den Barnabasbrief und den „Hirten“ des Hermas. Erhalten blieben etwa die Hälfte des Alten Testaments, das gesamte Neue Testament, der Barnabasbrief ganz und ein Drittel vom „Hirten“. Da in den Codices Vaticanus und Alexandrinus Lücken bestehen, ist der Codex Sinaiticus das älteste vollständige Manuskript des Neuen Testaments. Unverwechselbar ist er durch sein großes Format mit vier Kolumnen pro Seite, durch die hohe Qualität des Beschreibmaterials Pergament und durch die zahlreichen Korrekturen, die über einen langen Zeitraum eingetragen wurden.
Konstantin von Tischendorf entdeckte 129 Blätter des Codex 1844 im Katharinenkloster. Die von ihm erzählte Fundgeschichte ist im Einzelnen nicht nachprüfbar. Demnach durfte er 43 Blätter als Geschenk nach Leipzig mitnehmen. Der Hauptteil des Codex, insgesamt 347 Blätter, wurde ihm 1859 ausgehändigt: einerseits nur leihweise, um davon eine Abschrift anzufertigen und sie zu publizieren, andererseits de facto dauerhaft im Vorgriff auf eine Schenkung des Codex durch die Sinaitische Bruderschaft der Mönche an den Zaren Alexander II. Nachdem diese Schenkung 1869 erfolgt war, blieb der Hauptteil des Codex in Sankt Petersburg. Die Sowjetregierung verkaufte ihn 1933 für 100.000 £ nach Großbritannien. Seitdem befindet sich dieser Teil des Codex in der British Library. Im Jahr 1975 kamen Neufunde im Katharinenkloster hinzu.
Das internationale Codex Sinaiticus Project erarbeitete seit 2006 eine umfassende kodikologische und paläographische Beschreibung sowie eine vollständige Transkription. Seit 2009 stehen alle bekannten Teile des Codex digitalisiert in hoher Qualität zusammen mit diesen Informationen im Internet zur Verfügung.
In diesem Artikel wird Text aus dem Codex Sinaiticus stets in der Transkription des Codex Sinaiticus Projects zitiert.

## Codex Sinaiticus im Kontext des 4. Jahrhunderts
Der Codex Sinaiticus gehört zusammen mit den Codices Vaticanus, Alexandrinus und Ephraemi Rescriptus zu einer kleinen Gruppe spätantiker Bibeln, die Altes und Neues Testament enthalten. Sie „spiegeln die seit der Zeit Konstantins [für Christen] … verfügbaren finanziellen Ressourcen und zugleich einen Bedarf an repräsentativen Textausgaben.“ Aus der gesamten Periode der handschriftlichen Überlieferung sind nur sieben griechische Vollbibeln erhalten. Kleinere Codices mit Bibelteilen – handlicher, praktischer und bezahlbarer – waren die Normalität.
Sofern Vorschläge zum Herstellungsort des Sinaiticus gemacht werden, sind Caesarea Maritima (oder allgemein Palästina) und Alexandria (oder allgemein Ägypten) die Favoriten. Kirsopp Lake hielt Ägypten für wahrscheinlicher, weil der Sinaiticus mit der Mehrheit der ägyptischen Papyri in paläographischen und orthographischen Besonderheiten übereinstimme. James Rendel Harris brachte Argumente für eine Herstellung des Sinaiticus in Caesarea. Herbert J. M. Milne und Theodore C. Skeat, die 1938 das langjährige Standardwerk zur Kodikologie und Paläographie des Sinaiticus veröffentlichten, fanden ein weiteres Indiz im Sinaiticus-Text erster Hand von Apg 8,5 : Statt „in die Stadt Samarias“ (ειϲ την πολιν τηϲ ϲαμαριαϲ eis tḕn pólin tễs samarías) steht hier durch ein Schreiberversehen „in die Stadt Caesareas“ (ειϲ την πολιν τηϲ καιϲαριαϲ eis tḕn pólin tễs kaisarías).
Hat der Leser den aufgeschlagenen Codex Sinaiticus vor sich, so sieht er auf einer Doppelseite acht schmale Kolumnen Text, umgeben von breiten Margen. Das erinnert optisch an eine geöffnete Schriftrolle von hoher Qualität. Harry Gamble urteilt, „dass ein solches Seitenlayout genau diesen Eindruck erwecken und auf diesem Wege seine Inhalte, die christlichen heiligen Schriften, als Literatur von hohem Wert und ‚klassischem‘ Status repräsentieren sollte. Es forderte Respekt sowohl für deren Alter als auch für deren kulturelle Autorität ein.“ Biblische Bücher in kostbarer Ausführung waren in christlichen Oberschicht-Kreisen des 4. und 5. Jahrhunderts als Statusobjekte beliebt, wie durch die Kritik von Johannes Chrysostomos und Hieronymus bekannt ist. Gabriel Nocci Macedo bezeichnet den Codex Sinaiticus und den gleichfalls übergroßen Codex Vergilius Augusteus als antike Coffee Table Books, die Gäste beeindrucken sollten, aber zum Lesen unpraktisch waren. Bei diesem Szenario war es ein sehr reicher christlicher Kunde, der den Sinaiticus als Luxusbuch nach seinen Wünschen anfertigen ließ. Falls er damit vor allem repräsentieren wollte, war wichtig, wie das Buch aussah, weniger, wie gut der Text oder wie brauchbar die Beigaben waren.
Alternativ wird vermutet, dass die Herstellung des Codex Sinaiticus mit einem Großauftrag des Kaisers Konstantin († 337) an Eusebius († 339/340), den Bischof von Caesarea Maritima, in Zusammenhang steht. Eusebius zitierte aus einem Brief des Kaisers an ihn:

„[Ich wünsche,] dass du fünfzig Pergamentcodices (σωμάτια sōmátia) herstellen und sie von Kalligraphen, die ihr Handwerk verstehen, schreiben lässt, so dass sie leicht zu lesen und bequem für den Gebrauch zu transportieren sind, natürlich von den heiligen Schriften, deren Anfertigung und Gebrauch für die Verkündigung der Kirche notwendig ist.“

Skeat vertrat in mehreren Publikationen die Hypothese, dass der Sinaiticus dem kaiserlichen Auftrag entsprechend in Caesarea angefertigt worden sei; daraus folgt die zeitliche Ansetzung in die 330er Jahre. Eusebius habe die Codices in Gruppen von drei oder vier, so wie sie fertig wurden, nach Konstantinopel geschickt. Der Codex Sinaiticus sei als einer der ersten angefertigt worden, aber das große Format habe sich als Fehlgriff erwiesen. Um ressourcensparender zu arbeiten, habe das Skriptorium des Eusebius den großen Sinaiticus halbfertig in Caesarea zurückbehalten und kleinere Codices, darunter den Vaticanus, für Konstantinopel produziert. Ob ein antiker Quellentext in dieser Weise zur Interpretation zweier antiker Artefakte, Sinaiticus und Vaticanus, verwertbar ist, wird kontrovers diskutiert. Dieses Szenario stellt Sinaiticus und Vaticanus in einen offizielleren Kontext. In dem Maße, wie das Christentum von einer verfolgten zu einer kaiserlich geförderten Religion aufstieg, wurden demnach auch seine heiligen Schriften normiert. Allerdings unterscheiden sich Sinaiticus und Vaticanus nicht nur im Seitenlayout, sondern auch in der Auswahl und Anordnung der biblischen Bücher sowie im Text.

## Kodikologie

### Beschreibmaterial

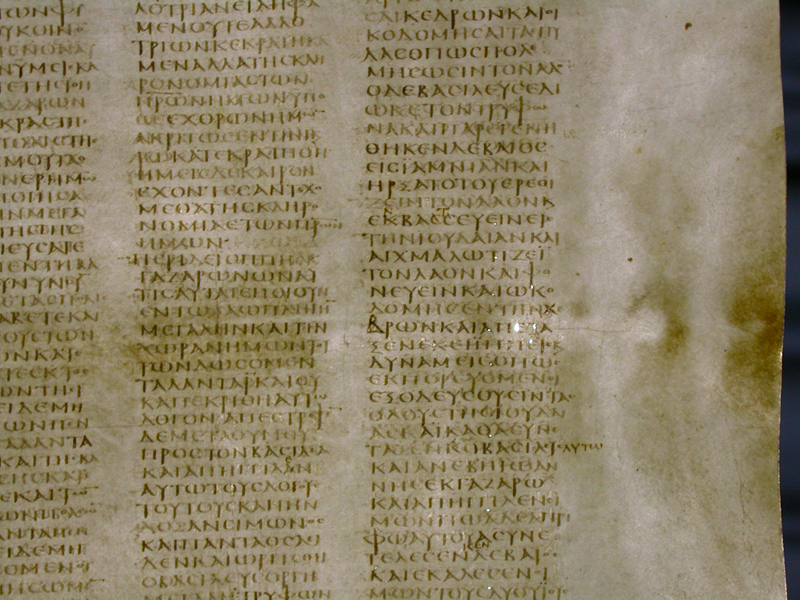
Skelettabdruck auf einem Pergament-Folio
(BL, Add MS 43725, fol. 33 r.)

Der ursprüngliche Umfang des Codex wird auf 730 Blätter (Folia) bzw. 365 in der Mitte gefaltete Bögen (Bifolia) geschätzt. Erhalten sind 407 Blätter, die etwa 38 cm hoch und 34,5 cm breit sind. Sie waren ursprünglich etwas größer und wurden beim Buchbinden beschnitten. René Larsen analysierte im Rahmen des Sinaiticus Projects 28 Blätter mit gut erhaltener Follikelstruktur: 15 Blätter waren sicher aus Kalbshaut hergestellt, zwei aus Schafshaut, und die übrigen waren wahrscheinlich Kalbshaut oder sind unidentifizierbar.
Nachdem die Häute in einem Säurebad eingelegt worden waren, ließen sich Haare und Fett abschaben. In nassem Zustand ausgespannt, wurden die Häute dann immer wieder abgeschabt. Dadurch entstand ein sehr feines und gleichmäßig dünnes (0,1–0,2 mm), helles Pergament von ausgezeichneter Qualität. Nur selten werden Rückenwirbel und Rippen des Tiers wie in einer Röntgenaufnahme sichtbar, wenn das Pergament von hinten beleuchtet wird (Foto). In solchen Fällen handelt es sich um die Haut eines kleinen Tiers. Eine Kalbshaut lieferte zwei Bifolia, die aus den Flanken geschnitten wurden. Die Tierhaut im Bereich von Hals, Wirbelsäule und Becken blieb ausgespart.
Auch der Codex Vaticanus zeichnet sich durch sehr feines und dünnes Pergament aus; welche Tierhäute dafür verwendet wurden, ist nicht bekannt. Auffällig sind die zahlreichen Löcher, die bereits beim Prozess der Pergamentherstellung entstanden sind. Solche Mängel sind im Codex Sinaiticus selten.

### Lagen und Linierung
Im Regelfall bildeten vier Bögen (= 8 Blätter = 16 Seiten) eine Lage. Caspar René Gregory hat ihren Aufbau 1886 in klassischer Weise beschrieben (Gregory’s Law): „Der Schreiber nimmt einen Bogen und legt ihn mit der Fleischseite nach unten auf den Tisch, darauf den nächsten, mit der Haarseite nach unten, dann den dritten, die Fleischseite nach unten, und den vierten, die Haarseite nach unten. Er faltet sie in der Mitte, verbindet sie, vielleicht provisorisch mit einem Faden … und fertig ist die Lage, die Quaternione … Wenn wir sie betrachten, sehen wir zuerst eine Fleischseite, hell, glatt, die Linien hervortretend; die zweite und dritte Seite sind Haarseiten, dunkel, weniger glatt, die Linien eingekerbt … [Diese Anordnung hat ästhetische Gründe, weil] zwei gegenüberliegende Seiten sich in Farbe, Oberfläche und Lineatur gleichen, wo immer man das Buch öffnet.“
Bevor die Schreiber ihre Arbeit begannen, wurden die Kolumnen und Zeilen markiert, möglicherweise mit Hilfe einer Schablone. Ein Mitarbeiter des Skriptoriums brachte mit einer Ahle eine Reihe kleiner Einstiche auf der ersten Seite einer Lage an, die durch alle acht Folia hindurchgingen. An den oberen und unteren Seitenrändern markierten sie die senkrechten Linien, mit denen die Kolumnen abgeteilt waren. Innerhalb der äußeren rechten Kolumne dienten sie als Orientierung für die waagerechten Führungslinien. Diese letzteren Einstiche waren so platziert, dass sie später durch die Schrift überdeckt wurden. Die Führungslinien wurden stets auf der Haarseite des Pergaments und manchmal für jede Zeile, manchmal auch nur für jede zweite oder vierte, mit Hilfe eines Lineals gezogen. Der Text ist in den Prosaschriften der Bibel auf jeder Seite in vier schmalen, beiderseits mit senkrechten Linien abgegrenzten Kolumnen zu je 48 Zeilen angeordnet. In den poetischen Büchern (Psalter bis Buch Ijob im Schlussteil des Alten Testaments, etwa ein Sechstel des ursprünglichen Codex) finden sich statt der vier schmalen zwei breite Kolumnen, die je eine senkrechte Hilfslinie für die Einrückungen erhielten.
Der Codex setzte sich ursprünglich aus 95 Lagen zusammen. Sie wurden jeweils links oben auf dem ersten Blatt jeder Lage mit griechischen Zahlzeichen nummeriert; Lage 73 zwischen Altem und Neuem Testament fehlt. Später wurden alle Lagen noch einmal rechts oben durchnummeriert. Die folgenden Angaben beziehen sich auf die ältere Nummerierung: Komplett erhalten sind die Lagen 35–40, 42–49, 57, 59–78, 80, 82–90. Die Lagen 3, 10–18 (ohne 14 und 16), 29, 34, 41, 58, 79, 81, 91–93 und 95 sind unvollständig. Die jüngere Nummerierung wird ins 8. Jahrhundert datiert. Auffällig platziert und mit dekorativen Federstrichen hervorgehoben, signalisieren diese Nummern, dass der Codex von seinem Besitzer, vielleicht dem Sinaikloster, als wertvoll betrachtet wurde.

### Tinte

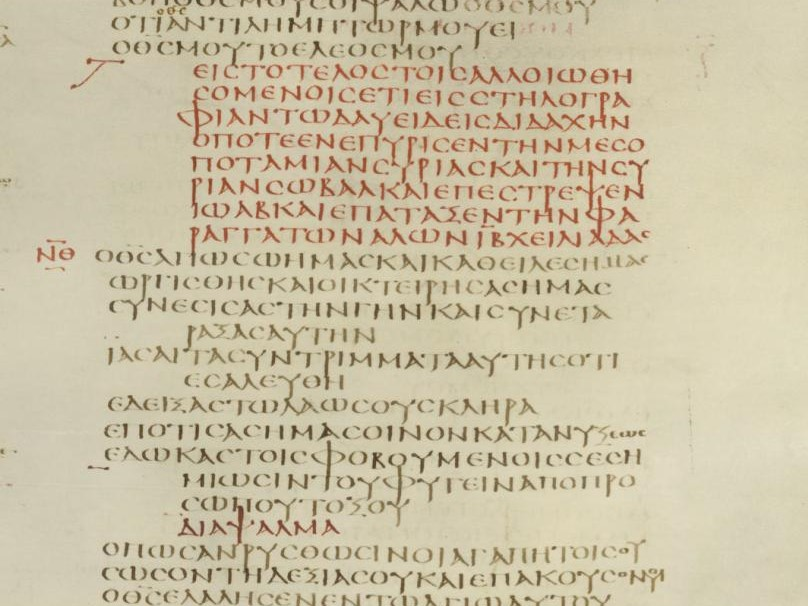
Rote Tinte in Psalm 59^{LXX}: Psalmnummer 59 (ΝΘ) am linken Kolumnenrand, Paragraphos, eingerückte Überschrift, außerdem das Wort „Zwischenspiel“ (διαψαλμα); Schreiber D
(BL, Add MS 43725, fol. 103 r.)

Als letzter Arbeitsschritt vor dem Beschreiben wurde das Pergament aufgeraut, um der Tinte einen besseren Halt zu geben. Die Schreiber benutzten braun-schwarze und rote Tinten. Der Haupttext wurde mit der in der Antike üblichen sepia-braunen Tinte geschrieben. Schwarze Tinte diente hauptsächlich zum Nachziehen verblasster Schriftzüge. Rote Tinte hebt im Buch der Psalmen die Nummern, die Überschriften und Gliederungssignale wie διαψαλμα diápsalma „Zwischenspiel“ hervor. In den Evangelien wurde der Eusebische Apparat mit roter Tinte eingetragen. Sara Mazzarino attestiert der sepia-braunen Tinte einen guten Erhaltungszustand; die schwarze Tinte, mit der später nachgearbeitet wurde, war von schlechterer Qualität (Tintenverlust, Tintenfraß und Abdruck auf der gegenüberliegenden Seite). Im Rahmen des Sinaiticus Projects wurden die Tinten mit Multispektraltechnik untersucht und festgestellt, dass die braun-schwarzen Tinten einen Eisengallusanteil haben und die rote Tinte eher Zinnober (HgS) enthält als Mennige (Pb3O4). Da sich die rote Tinte sowohl im Codex Vaticanus als auch im Codex Alexandrinus durch Korrosion schwarz gefärbt hat, enthielten diese Tinten wahrscheinlich Mennige.

### Bindung
Als der Hauptteil des Codex Ende 1933 in London eintraf, war seine Bindung in einem desolaten Zustand: „ein Bündel loser Blätter und Lagen, zusammengehalten vor allem durch den Leim, den ein besonders unerfahrener mittelalterlicher Buchbinder auf der Rückseite großzügig aufgetragen hatte.“ David Cockerell, der mit der Restaurierung beauftragt wurde, war als Buchbinder eine Autorität in der britischen Arts-and-Crafts-Bewegung. Er entschied sich, den Codex in zwei Volumen neu zu binden „in einem Stil, der eine gewisse Würde besitzt, aber weder vorgibt, ein imaginäres Original zu reproduzieren noch ausgesprochen modern wirkt.“
Cockerell dokumentierte den Zustand vor seiner Restaurierung. Er fand Hinweise auf mindestens zwei Bindungen. Von der älteren Bindung waren nur einzelne Hanffäden erhalten. Bei der späteren Buchbindung seien die Lagen mit doppelten Hanffäden auf vier Bünde (Pergament- oder Lederstreifen) geheftet worden, „wobei die Schlaufen an dem Faden der 70. Lage noch erhalten sind und die Abdrücke der Streifen auf dem Buchrücken klar erkennbar sind.“ Flavio Marzo nimmt dagegen an, dass es gar keine Bünde gab, sondern die Lagen der ersten Hälfte an vier Stellen durch Kettenstich mit dem oberen Buchdeckel verbunden wurden und die Lagen der zweiten Hälfte in gleicher Weise mit dem unteren Buchdeckel; außerdem wurden die letzte Lage des oberen und die erste Lage des unteren Teils aneinandergeheftet. Bei dieser byzantinischen Buchbindungstechnik entsteht eine charakteristische doppelte Wölbung des Buchrückens, ähnlich einer flachen 3.

## Schreiber und Korrektoren

### Bibelunziale
Am Codex Sinaiticus waren professionelle Schreiber tätig, die die gleiche Art der Majuskelschrift gelernt hatten. Sie schrieben ohne Worttrennung und so ähnlich, dass Milne und Skeat vermuteten, sie hätten ihre Ausbildung in derselben Schreibschule erhalten. Zusammen mit den Codices Alexandrinus und Vaticanus ist der Sinaiticus ein Beispiel für die voll ausgebildete Bibelunziale, wie sie von Guglielmo Cavallo anhand dieser drei Codices beschrieben wurde. Ihre Hauptkennzeichen sind demnach:
- der Schriftwinkel (Winkel zwischen Schreibgerät und Beschreibstoff) beträgt 65 bis 75 Grad;
- die meisten Buchstaben lassen sich in ein Quadrat einzeichnen;
- es gibt horizontale Haarstriche und vertikale Schattenstriche;
- die Buchstaben Rho (Ρ) und Ypsilon (Υ) haben Unterlängen;
- die Buchstaben Phi (Φ) und Psi (Ψ) haben Ober- und Unterlängen;
- Zierelemente fehlen.

Die Form der Bibelunziale gilt als Indiz für die Anfertigung des Codex Sinaiticus Mitte des 4. Jahrhunderts. Brent Nongbri stellt diesen Konsens in Frage, weil die Paläographie keine so genaue Datierung ermögliche. Rein paläographisch lasse sich der Sinaiticus nur grob in die Zeit zwischen 300 und 425 datieren.

### Drei Schreiber, vielleicht vier
Tischendorf erkannte in eher intuitiver Weise vier am Codex Sinaiticus beteiligte Schreiber A, B, C und D, eine Einschätzung, die Lake übernahm. Milne und Skeat befanden, dass es drei Schreiber A, B und D gab; den Text von Tischendorfs Schreiber C ordneten sie teils A, teils D zu. Die Schreiber hatten verschiedene, für sie typische Strategien, um die Zeilen mit der beabsichtigten Buchstabenfolge zu beenden. Bei Schreiber A beginnt die Kompression bereits sechs oder sieben Buchstaben vor dem Zeilenende: Die senkrechten Striche wurden stark verlängert, die runden Buchstaben stark verkleinert. A verwendete keine Diplés (›) zum Füllen der Zeile. Schreiber B komprimierte selten mehr als die letzten drei Buchstaben am Zeilenende, und das in gleichmäßiger Weise; Diplés brauchte er selten. Schreiber D komprimierte die Buchstaben am Zeilenende ähnlich wie A, aber ebenmäßiger; sein Hauptmerkmal ist der verschwenderische Einsatz des Füllzeichens. Die Ligatur für das Wort „und“ (και-compositum: ϗ) sieht bei A, B und D verschieden aus und ist nach Milne und Skeat ein weiteres Kriterium zur Identifikation der Schreiber. Das και-compositum wurde auch für die Silbe και verwendet, zum Beispiel ließ sich δικαιοϲ díkaios „gerecht“ so zu διϗοϲ verkürzen. Andere Ligaturen wurden in poetischen Texten (den Psalmen) am Zeilenende aus ästhetischen Gründen eingesetzt.
Als kleine Arbeitsersparnis nutzen A, B und D gern, aber inkonsequent die kontrahierten Formen der Nomina sacra. Ob beispielsweise für πνευμα pneũma „Geist“ kurz πνα geschrieben wurde oder für πατηρ patḗr „Vater“ kurz πηρ, ist weitgehend unabhängig davon, ob damit die Gottheit bezeichnet wurde. Einzig D reservierte das Nomen sacrum κϲ (κυριοϲ kýrios „Herr“) für Gott bzw. Jesus Christus und gebrauchte ansonsten die unkontrahierte Form.

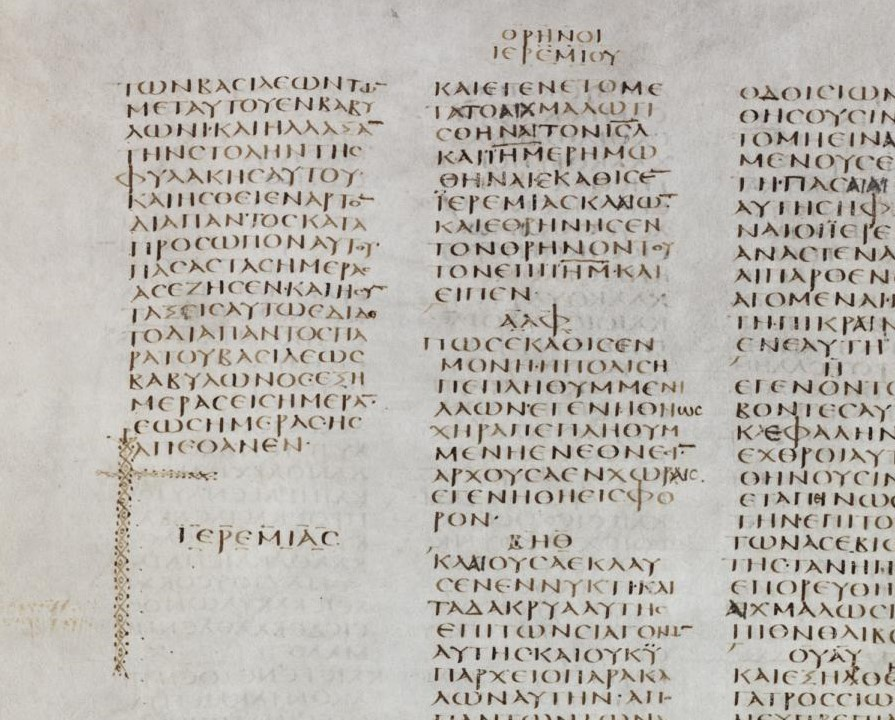
Ende des Jeremiabuchs mit Kolophon; Beginn der Klagelieder Jeremias mit Überschrift; Schreiber B1
(UBL, Cod. gr. I, fol. xlii v.)

Bis ins 15. Jahrhundert war es bei Codices Standard, den Titel als Kolophon unter den jeweiligen Text zu setzen; dies ist auch im Sinaiticus der Fall. So sieht man am Ende des Buchs Jeremia (Foto) zwei Zierlinien, die sich im rechten Winkel kreuzen (eine Coronis), und den Buchtitel ϊερεμιαϲ. Die Wellenlinien, Flecht- oder Fischgrätmuster der Coronides sind die einzigen Dekorationen, die der Sinaiticus aufweist. Milne und Skeat zufolge gestalteten die Sinaiticus-Schreiber die Coronis zu einer Art individueller Signatur aus.
Milnes und Skeats Identifikation der drei Schreiber A, B und D war lange Konsens, wurde aber vom Sinaiticus Project in Frage gestellt. Amy Myshrall schlägt wegen abweichender Buchstabenformen und unterschiedlicher Schreibergewohnheiten vor, anstelle von B zwei Schreiber B1 und B2 anzunehmen. Dan Batovici hält Myshralls paläographische Argumente für unzureichend, denn die Indizien, die sie für zwei verschiedene Schreiber nennt, könnten besser als Inkonsistenzen eines unerfahrenen Schreibers mit schwacher Rechtschreibung erklärt werden.

### Diktat oder Abschrift
Skeat zufolge wurde den Schreibern ihr Text diktiert. D blieb fast fehlerfrei, A irrte häufig bei der Wiedergabe der Vokale, und B schien so überfordert, dass Skeat sich fragte, warum er überhaupt für diese Aufgabe in Betracht kam. Dass der Sinaiticus diktiert worden sei, überzeugte nicht allgemein, aber Skeat hatte ein starkes Argument: es war schwer vorstellbar, dass B’s Vorlage bereits so fehlerhaft gewesen wäre wie der von B produzierte Text. Wenn er die korrekte Schreibweise gelesen hatte, warum übernahm er sie nicht einfach? Verständlich wird das durch Alphonse Dains Analyse der Arbeit antiker Schreiber (Les Manuscrits, Paris 1949): Weil die Vorlage ohne Worttrennung geschrieben war, musste sich der Schreiber den Text in Sinnabschnitten selbst vorlesen und dann aus dem Gedächtnis niederschreiben, wobei er sich selbst diktierte und auf diese Weise typische Diktatfehler produzierte. Es gibt eine andere Fehlergruppe, die dafür spricht, dass der Sinaiticus-Schreiber die Vorlage selbst einsehen konnte: mehrfach kombinierte er ein Wort mit dessen in der Vorlage eingetragener Korrektur und verschmolz auf diese Weise zwei Textvarianten (Konflation). Am deutlichsten ist das in 2 Petr 2,15 : Der Vater Bileams heißt in einigen Handschriften βεωρ „Beor“ und in anderen βοϲορ „Bosor“. Schreiber A verstand die Korrektur in seiner Vorlage nicht und kombinierte die Buchstaben zu dem sinnlosen βεωρϲορ „Beorsor“.
Termindruck und die Vorgabe, die Arbeitskraft aller Schreiber optimal auszunutzen, dürften dafür verantwortlich sein, dass beispielsweise B schon mit dem Hirten des Hermas anfing, als A den Barnabasbrief noch nicht beendet hatte. A hatte auf einmal viel mehr Platz, als er brauchte, und reduzierte die 92. Lage auf ein einziges Doppelblatt. Patrick Andrist vermutet, dass das Skriptorium Wert darauf legte, den Hirten des Hermas auf der ersten Seite einer neuen Lage zu beginnen, um diese umfangreiche frühchristliche Schrift als ein „gesondertes Modul“ je nach Kundenwunsch mit einzubinden oder nicht. Um die biblischen Bücher auf die einzelnen Lagen zu verteilen, konnte der Text mal gestaucht, mal gestreckt werden. Aber die Aufteilung der Arbeit untereinander verlief verglichen mit mittelalterlichen Skriptorien relativ holprig. Ein besonders deutlicher Fall ist die Auslassung des 2. und 3. Makkabäerbuchs. Hier hatte sich das Skriptorium beim Platzbedarf der einzelnen Makkabäerbücher grob verschätzt. Das Stauchen und Strecken von Text über mehrere Seiten hinweg, um ihn möglichst in eine Lage einzupassen, ist aus Jongkinds Sicht nicht mit Schreiben nach Diktat vereinbar. Denn nur wer eine schriftliche Vorlage kopiert, kann abschätzen, welche Textmenge noch kommt.

### Hilfen zur Benutzung des Codex
Noch im Skriptorium setzte der Schreiber des Textes selbst oder ein Kollege den Buchtitel als Überschrift am oberen Seitenrand über die Kolumne, mit der ein neues biblisches Buch begann, und wiederholte ihn dann als Lauftitel auf den folgenden Blättern mittig am oberen Seitenrand. Lauftitel sind zur Orientierung in einem Codex vom Umfang des Sinaiticus sehr nützlich – aber sie fehlen bei einigen Büchern, und Zacharias (Sacharja) wurde mit dem falschen Lauftitel Aggaios (Haggai) versehen.
Der Codex Sinaiticus ist das älteste Evangelien-Manuskript, in dem der Eusebische Kanon eingetragen wurde. Dieser besteht aus den Kanontafeln in Tabellenform und der Einteilung des Evangelientextes in nummerierte Abschnitte. Mit diesem Hilfsmittel kann der Leser leicht nachprüfen, ob und wo eine Erzählung, die in einem Evangelium vorkommt, ihre Parallele in einem der anderen Evangelien hat. Die Abschnittszählung wurde mit roter Tinte im Codex Sinaiticus in den Evangelien am linken Kolumnenrand eingetragen, allerdings unvollständig. Die Kanontafeln selbst, ohne die diese Abschnittszählung sinnlos ist, fehlen. Vermutlich war die nicht vorhandene 73. Lage zwischen Altem und Neuem Testament für diese Tafeln und eventuell weitere Paratexte vorgesehen. Milne und Skeat meinten, dass diese Lage nicht geschrieben wurde; die neuere Forschung tendiert dahin, dass es die Kanontafeln gab, sie aber nicht erhalten blieben.

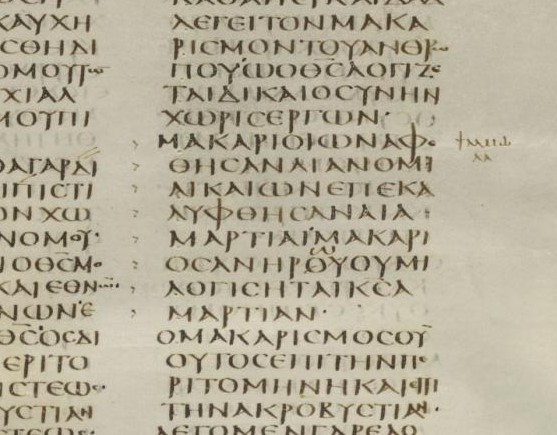
Zitatauszeichnung im Römerbrief; Schreiber A
(BL, Add MS 43725, fol. 262 r.)

In fünf neutestamentlichen Büchern sind Zitate aus dem Alten Testament mit Diplés gekennzeichnet: Matthäus- und Lukasevangelium, Römerbrief, Apostelgeschichte und 1. Petrusbrief. Diese Zitatauszeichnung war wahrscheinlich ein separater Arbeitsgang im Skriptorium. Ein Beispiel zeigt, wie sie gedacht war (Foto): In Röm 4,7–8  zitierte Paulus Psalm 31LXX. Dieses Zitat ist am linken Kolumnenrand mit Diplés versehen, Häkchen, deren Spitzen auf die markierten Zeilen zeigen. Am rechten Kolumnenrand liest man die Herkunft des Zitats: ψαλμω ΛΑ „aus Psalm 31.“ Die Zitate wurden aber lückenhaft und kapitelweise auch gar nicht ausgewiesen und öfter falsch zugeordnet. Es ist, so Ulrich Schmid, immer wieder dasselbe Bild: dem Sinaiticus wurden ambitionierte Hilfen zur Texterschließung beigegeben, aber nichts davon wurde zu Ende geführt. Der Mehrwert für den Leser war deshalb gering.
Der Codex Sinaiticus besaß zwei Systeme, die als eine Art Griffregister das Auffinden der einzelnen biblischen Schriften erleichtern sollten. Am Seitenrand wurde dort, wo ein biblisches Buch begann, ein Loch gestochen und ein Faden hindurchgeführt, der noch in drei Fällen als Schlaufe erhalten ist. Die einst daran hängenden Etiketten mit den Titeln der biblischen Schriften fehlen. Wohl in späterer Zeit und recht grob wurden biblische Bücher im Codex durch hineingeklebte Lederstreifen markiert, die nun ebenfalls fehlen, während die Klebestellen noch zu sehen sind.

### Korrekturen im Skriptorium
Die Zahl der Korrekturen im Codex Sinaiticus ist „auf dem Gebiet antiker Handschriften absolut singulär“: mehr als 23.000 Textänderungen insgesamt oder rund 30 pro Seite. In den meisten Fällen wurde nur die Rechtschreibung korrigiert oder ein Buchstabe deutlicher geschrieben. Doch auch die inhaltlich relevanten Textänderungen sind zahlreich.
Unmittelbar nach dem Schreiben des Textes wurde die älteste Schicht von Korrekturen angebracht. Nachdem Lake 1911 eine vermeintliche Vielzahl von Korrektoren identifiziert hatte, kamen Milne und Skeat 1938 zu dem Ergebnis, dass es die drei Schreiber selbst waren, die im Skriptorium Korrektur lasen. Dies wurde zum Ausgangspunkt der weiteren Forschung. Der alttestamentliche Teil wurde im Skriptorium kaum korrigiert, umso gründlicher der neutestamentliche Teil, und hier besonders der von B geschriebene Hirte des Hermas.
Jeder Schreiber korrigierte zunächst seine eigene Arbeit. Beispielsweise zog A nach Joh 21,24  eine Coronis und setzte den Titel des Buchs, „Evangelium nach Johannes“, hinzu. Dann bemerkte er seinen Fehler, wusch das Pergament ab, fügte Joh 21,25  hinzu und wiederholte Coronis und „Evangelium nach Johannes“ weiter unten. Da die Tinte noch nicht trocken war, gelang ihm die Korrektur so gut, dass erst Milne und Skeat mit Hilfe von ultraviolettem Licht den älteren Kolophon lesen konnten.
Der beste Schreiber war D, der vor allem im Alten Testament arbeitete, aber auch korrigierend bei seinem Kollegen A eingriff, der für fast das ganze Neue Testament und einen Teil des Alten Testaments zuständig war. Am Beginn des Lukasevangeliums fand D in A’s Arbeit so viele Mängel, dass er vier von ihm selbst geschriebene Austauschseiten anstelle von A’s Text einfügte. Ein klassisches Problem der neutestamentlichen Textkritik beschäftigte bereits das Skriptorium des Codex Sinaiticus: Mk 1,1 : „Anfang des Evangeliums von Jesus Christus, Gottes Sohn.“ A schrieb den kürzeren Text (zwei Nomina sacra), D ergänzte den hier kursiven Gottessohn-Titel. Ihm lag nämlich ein Exemplar des Markusevangeliums vor, das bei diesem Eröffnungssatz einen längeren Text (vier Nomina sacra) bot. Dass D A’s Text des Markusevangeliums aufgrund einer abweichenden Vorlage korrigierte, lässt sich auch bei Mk 12,20b , Mk 13,3 , Mk 14,22  und Mk 14,33  wahrscheinlich machen.
Folgt man Myshralls Unterscheidung der Schreiber B1 und B2, so ergibt sich ein neuer Blick auf die Arbeitsweise des Skriptoriums. Demnach waren zwei Teams am Codex Sinaiticus tätig, die wenig miteinander kooperierten: A und D einerseits, B1 und B2 andererseits. B1 hatte die Aufsicht über den deutlich unerfahrenen B2 und korrigierte dessen Text. Möglicherweise wurde B2 von seinem Kollegen angelernt.

### Mittlere Korrektorengruppe
Skeat zufolge wurde die Herstellung des Codex im 4. Jahrhundert abgebrochen. So interpretierte er das Fehlen der Lage zwischen Altem und Neuem Testament. Auch dass die Abschnittszählung des Eusebischen Kanons unvollständig ist, deutet darauf hin, dass das ursprüngliche Konzept plötzlich aufgegeben wurde. Halbfertig, eine Sammlung nur provisorisch gehefteter Lagen, ruhte das Manuskript für etwa 200 Jahre. Obwohl es allein schon aufgrund seines Premium-Pergaments sehr teuer war, blieb es im Skriptorium im Regal liegen. Gut möglich, dass die Fehlerdichte in einigen Teilen des Manuskripts vom Kunden nicht akzeptiert wurde.

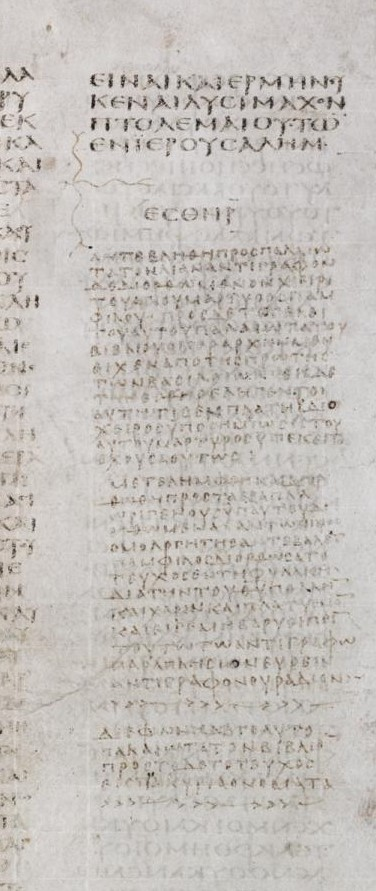
Ende des Buchs Ester mit Kolophon des „pamphilanischen“ Korrektors
(UBL, Cod. gr. I, fol. xix r.)

Aber im 6./7. Jahrhundert wurde der Text von mehreren Händen durchkorrigiert und der Codex gebunden. Dass sich das Manuskript nun in Caesarea befand, wird mit größerer Sicherheit angenommen als seine Niederschrift dort im 4. Jahrhundert. Der Grund dafür ist ein Kolophon am Ende des Buchs Ester im Alten Testament (Foto), in dem der Korrektor erklärt, er habe den Text des Sinaiticus mit einem uralten Exemplar abgeglichen, das mehrere historische Bücher des Alten Testaments enthielt. Am Ende dieses uralten Buchs habe sich ein eigenhändiger Kolophon des gelehrten Märtyrer-Heiligen Pamphilos von Caesarea († 304) befunden, der folgendermaßen lautete: „Abgeschrieben und abgeglichen mit der Hexapla des Origenes, die dieser selbst korrigiert hat. Antoninus Confessor hat die Texte sorgfältig abgeschrieben. Ich, Pamphilos, habe den Band durch die großzügige Gunst Gottes im Gefängnis korrigiert. Und wenn es nicht vermessen ist: Eine vergleichbar gute Kopie zu finden, wäre wohl nicht leicht.“
Ein inhaltlich damit übereinstimmender Kolophon von der gleichen Hand findet sich am Ende von 2 Esdras. Origenes († 253/254), seine Hexapla und Pamphilos: alles weist auf die Bibliothek von Caesarea. Klaus Wachtel vermutet, dass diese Kolophone den Wert des Codex Sinaiticus steigerten: Ein Text, der in wenn auch indirekter Beziehung zu dem Märtyrer-Heiligen Pamphilos stand, verdiente es, gebunden und aufbewahrt zu werden.
Im textkritischen Apparat des Novum Testamentum Graece wird der Codex Sinaiticus mit dem von Konstantin von Tischendorf eingeführten Sigel א (Aleph) bezeichnet; falls der Text korrigiert wurde, ist א* der Text erster Hand, und Korrektorengruppen werden in der 28. Auflage (2012) mit Exponenten in folgender Weise gekennzeichnet:
- א1: älteste Korrektorengruppe, 4. bis 6. Jahrhundert,[76] bei unterschiedlichen Lesarten innerhalb dieser Gruppe: א1a / א1b
- א2: mittlere Korrektorengruppe, etwa ab 7. Jahrhundert, bei unterschiedlichen Lesarten innerhalb dieser Gruppe: א2a / א2b
- א3: jüngste Korrektorengruppe, etwa 12. Jahrhundert
- אc: keiner Korrektorengruppe zuzuordnen

Das Codex Sinaiticus Project verwendet andere Bezeichnungen für die Korrektoren. Textänderungen, die von den Schreibern selbst stammen, werden als S1 bezeichnet (S = Skriptorium), ohne hier weiter zu differenzieren. Korrektoren, die zwischen dem 5. und dem 7. Jahrhundert arbeiteten (‘c’ group), erhalten Bezeichnungen, die auf Tischendorf zurückgehen und von Lake aufgegriffen und erläutert wurden. Um Korrektoren klarer von den Schreibern zu unterscheiden, bezeichnet sie das Sinaiticus Project mit kleinen Buchstaben:
- ca (Lake: Ca) ist der am leichtesten identifizierbare Korrektor der mittleren Gruppe. Seine orange-braune Tinte und seine Schreibeigentümlichkeiten machen ihn unverwechselbar.[78]
- Die Einträge von Lakes Korrektor Cb werden seit Milne und Skeat auf drei Korrektoren cb1, cb2 und cb3 verteilt, die nacheinander arbeiteten. Sie sichteten die Arbeit ihrer jeweiligen Vorgänger (bei cb2 also die Einträge von ca und cb1), die sie entweder verstärkten oder rückgängig machten. In diesem Trio ist cb2 am interessantesten, „ein echter Redaktor.“[79]
- cc (Lake: Cc), erkennbar an seiner dunklen Tinte und der recht ungelenken Handschrift, war vor allem Korrektor des Barnabasbriefs.[80]
- cc* (Lake: Cc*) setzte cc’s Arbeit in der Johannesoffenbarung fort. Er hatte „eine unstete, schräge Handschrift von semi-kursivem Typ“ und gebrauchte für das Buchstabenpaar στ eine Ligatur, die erst im 8. Jahrhundert üblich wurde.[81]
- cpamph (Lake: CPamph) war ausweislich seiner Kolophone Korrektor von 2 Esdras und dem Buch Ester.
- d war Korrektor im Buch Jesaja, aber hauptsächlich mit dem Nachziehen verblasster Buchstaben beschäftigt.
- e war ein im Buch der Sprichwörter, im Matthäusevangelium, im 1. Timotheusbrief und in der Apostelgeschichte sporadisch tätiger Korrektor.

#### Korrektorca

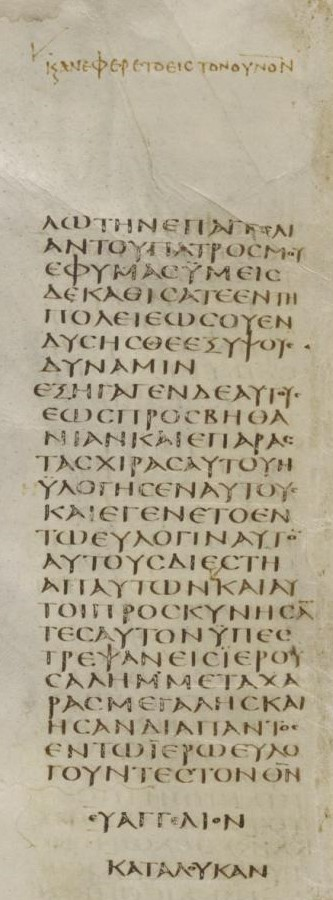
Ende des Lukasevangeliums; Schreiber A. Am oberen Rand die Ergänzung von ca zu Lk 24,51, einzufügen in Zeile 16 nach dem Pfeil-Symbol
(BL, Add MS 43725, fol. 246 v.)

Bei ca wird diskutiert, ob seine umfangreiche Bearbeitung des Codex Sinaiticus eine bestimmte Tendenz erkennen lässt.
Ein Beispiel: Lk 24,51  beschreibt den Abschied des auferstandenen Christus von seinen Jüngern und lautet in der Sinaiticus-Fassung erster Hand (Foto, Zeilen 13–16): „Und es geschah, während er sie segnete, verließ er sie“ (και εγενετο εν τω ευλογιν αυτο(ν) αυτουϲ διεϲτη απ αυτων kaì egéneto en tỗ eulogĩn autòn autoùs diéstē ap’ autỗn). Ca fügte hinzu: „und wurde zum Himmel emporgehoben“ (κ(αι) ανεφερετο ειϲ τον ουνον kaì anephéreto eis tòn ouranón).
Den kürzeren Text haben außer א* noch der Codex Bezae als Hauptzeuge des westlichen Texttyps sowie der Syrus Sinaiticus und die meisten altlateinischen Manuskripte; den längeren Text haben alle anderen.

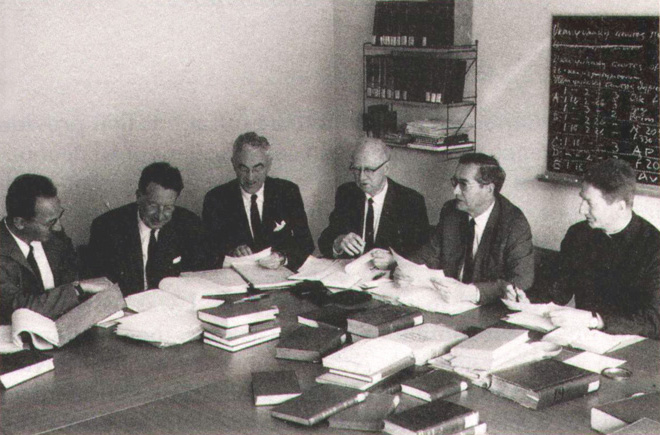
Das Komitee der United Bible Societies bei einer Greek-New-Testament-Arbeitssitzung, 1980er Jahre. Von links nach rechts: Klaus Junack (Alands Assistent), Matthew Black, Bruce Metzger, Allen Wikgren, Kurt Aland, Carlo Martini

Im Greek New Testament4 (und ebenso im Novum Testamentum Graece28) wird die längere Fassung im Haupttext geboten, ohne sie als möglicherweise sekundär zu kennzeichnen. Die Herausgeber (Foto) waren hier allerdings uneinig und entschieden per Mehrheitsbeschluss. Bart D. Ehrman beurteilt ebenso wie die Minderheit den kürzeren Text als ursprünglich. Er vertritt die These einer proto-orthodoxen Überarbeitung des Neuen Testaments; in Lk 24,51 sehe man einem dogmatisch motivierten Korrektor bei der Arbeit zu: „Wir wissen, dass proto-orthodoxe Christen die reale, physische Natur des Abschieds von der Erde betonen wollten: Jesus ist physisch fortgegangen, wird physisch wiederkehren und damit physische Erlösung bewirken. So argumentierten sie gegen Doketisten, die der Ansicht waren, alles habe nur den Anschein gehabt.“
Schon Milne und Skeat vermuteten, ca habe das ganze Bibelmanuskript so durchkorrigiert, dass es mit „den byzantinischen Texten, die ihm vertraut waren“ übereinstimmte. Doch zur Zeit der mittleren Korrektorengruppe war der byzantinische Text des Neuen Testaments noch im Fluss. Eines der Erkennungsmerkmale des späteren, voll ausgebildeten byzantinischen Texttyps ist die Einfügung einer kleinen Szene in Lk 22,43–44 : beim Gebet im Garten Getsemani schwitzt Jesus Blut und wird von einem Engel gestärkt. Beispielsweise im Codex Vaticanus fehlen diese Sätze. Schreiber A des Sinaiticus brachte aber schon die Blutschweiß-Szene. Korrektor ca strich sie. Korrektor cb2 stellte A’s Text wieder her. Hier entspricht ca nicht dem Bild des proto-orthodoxen Bearbeiters. Klaus Wachtel zufolge suchte ca gezielt nach Sonderlesarten im Codex Sinaiticus, um sie zu entfernen und den Text so zu normalisieren. Daraus lasse sich „auf eine Tendenz hin zum byzantinischen Text [schließen], aber sehr stark ist sie nicht. … Die Entwicklung hin zum stabilen mittelalterlichen Mehrheitstext verlief weder homogen noch konsistent.“

#### Korrektorencb2undcpamph

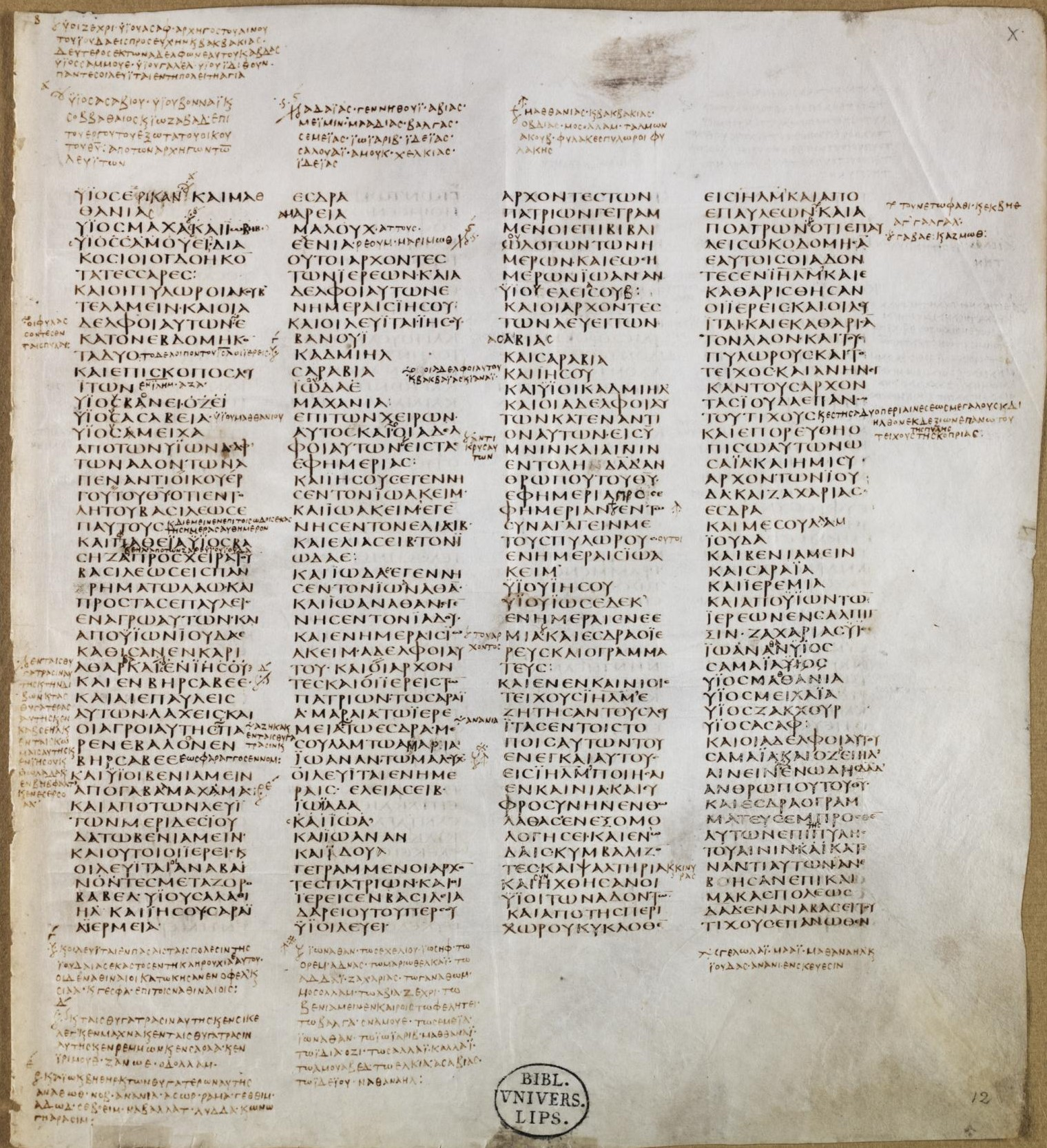
Eine Seite aus 2 Esdras mit den Glossen des „pamphilanischen“ Korrektors
(UBL, Cod. gr. I, fol. xii r.)

Die mittlere Korrektorengruppe beschäftigte sich, von ca abgesehen, vor allem mit dem Alten Testament. Ein doppelter Grund lässt sich vermuten: Die Prophetenbücher hatte Schreiber B (oder, wenn man Myshrall folgt, das B-Team) kopiert, hier war Nacharbeit erforderlich. Außerdem gehörte der Codex möglicherweise zu einer Bibliothek, in der neutestamentliche Bücher gut vertreten, alttestamentliche aber rar waren. Man nutzte im Codex Sinaiticus in dieser Phase also vorwiegend den alttestamentlichen Teil und wollte ihn in bestmöglicher Qualität lesen.
- Ken M. Penner zufolge lag cb2 ein hochwertiges Exemplar des griechischen Jesaja-Buchs vor, und er brachte den Text des Sinaiticus durch seine Korrekturen konsequent in Übereinstimmung mit diesem „alexandrinischen“ Jesaja-Text.[88]
- Pete Myers untersuchte die Arbeit des „pamphilanischen“ Korrektors (cpamph) im 2. Esdrasbuch, das dem hebräischen Esra-Nehemia-Buch entspricht. Myers zufolge ist die Wiedergabe hebräischer Namen durch cpamph so nah bei der Vokalisierung des hebräischen Konsonantentextes durch die Masoreten wie sonst keine Septuaginta-Version; das passt zur Angabe des Kolophons, dass cpamph ein Exemplar der Hexapla als Vorlage benutzte. Die Arbeit von cpamph gibt also Hinweise darauf, wie hebräische Namen in Origenes’ Hexapla griechisch transkribiert wurden[89] und damit auch auf die Aussprache des Hebräischen in der Spätantike.

### Mittelalterliche Marginalien

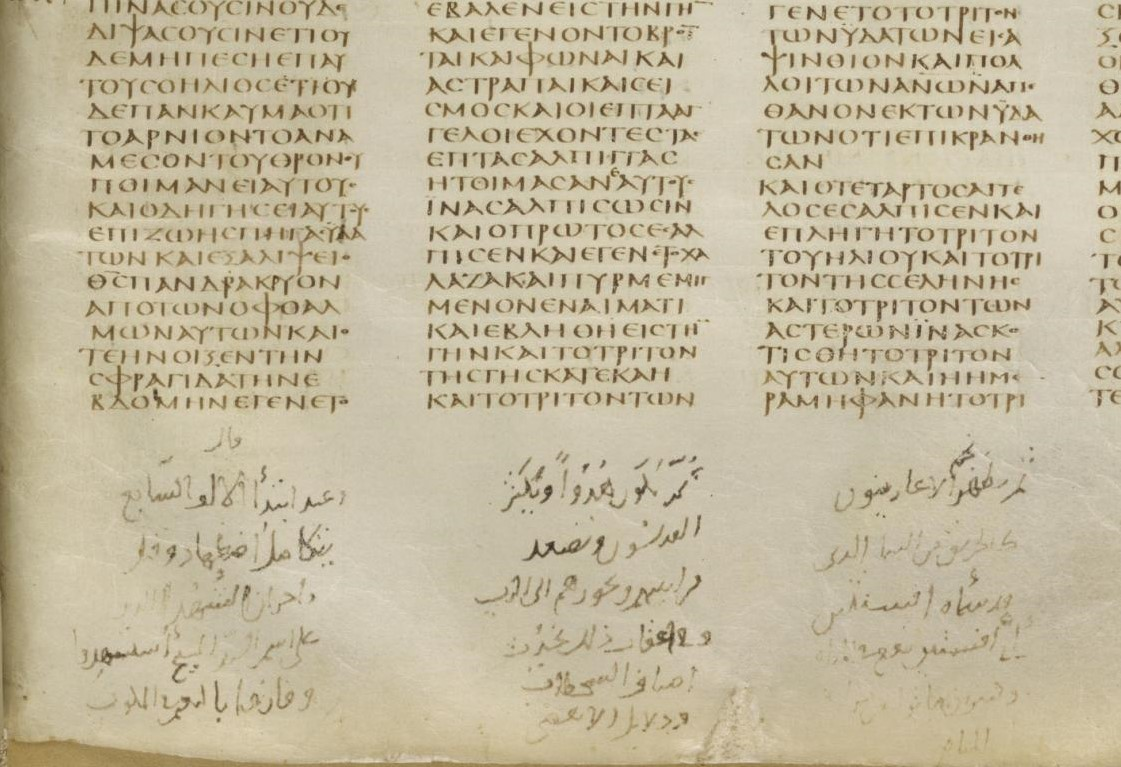
Arabische Marginalglosse
(BL, Add MS 43725, fol. 328 r.)

Einige Glossen in arabischer Sprache und Schrift belegen, dass der Codex Sinaiticus im östlichen Mittelmeerraum verblieb. Griechische Glossen mit Stoßgebeten und den Namen von Mönchen deuten darauf hin, dass er in einem Kloster aufbewahrt wurde. Beides passt sehr gut auf das Katharinenkloster.
Da Kaiser Justinian I. im 6. Jahrhundert die Klosterkirche stiftete, könnte man vermuten, dass er den Sinai-Mönchen bei dieser Gelegenheit auch einen Prachtcodex als Buch für die liturgischen Lesungen schenkte. Das ist allerdings unwahrscheinlich, denn dazu hätte Justinian den Codex Sinaiticus in seinem Besitz haben müssen, und außerdem sollte ein Buch für den liturgischen Gebrauch weniger klobig und klarer strukturiert sein. Christfried Böttrich vermutet deshalb: „Der Codex kam nicht im 6. Jahrhundert als kaiserliches Geschenk auf den Sinai, sondern im 7. Jahrhundert als ein Asylsuchender aus Palästina.“ Vor der arabischen Eroberung Caesareas 638/640 seien Bücher aus der Bibliothek in Sicherheit gebracht worden. Den Sinaiticus, der laut Böttrich zuvor als Mustercodex des Bibliotheks-Skriptoriums von Caesarea gedient hatte, nahmen demnach die Mönche des Sinaiklosters in Empfang.
Nachdem das osmanische Belagerungsheer 1453 Konstantinopel erobert hatte, erwartete der Ökumenische Patriarch Gennadios Scholarios für das Jahr 1492 das Ende der Welt. Eine arabische Marginalglosse zu Offb 8,1  (Foto) teilte diese Endzeiterwartung und ist daher in die zweite Hälfte des 15. Jahrhunderts datierbar.

## Inhalt

### Altes Testament (Septuaginta)
Von einem Septuaginta-Kanon kann nach Anneli Aejmelaeus in der Ära der Buchrollen noch nicht die Rede sein; erst die großen christlichen Vollbibeln des 4./5. Jahrhunderts bringen im Alten Testament „einen ‚griechischen Kanon‘ zum Vorschein“ – wobei sie allerdings weder hinsichtlich der dazugehörigen Bücher noch in ihrer Anordnung übereinstimmen. Ebenso wie der Codex Alexandrinus und im Gegensatz zum Codex Vaticanus und vielen späteren christlichen Bibelausgaben ordnet der Codex Sinaiticus die poetischen Schriften (Buch der Psalmen bis Ijob) nach den Prophetenbüchern ein. Ebenso wie in der jüdischen Tradition folgen die Kleinen Propheten nach den Großen Propheten. Singulär ist die Positionierung von Ijob am Ende des Alten Testaments.

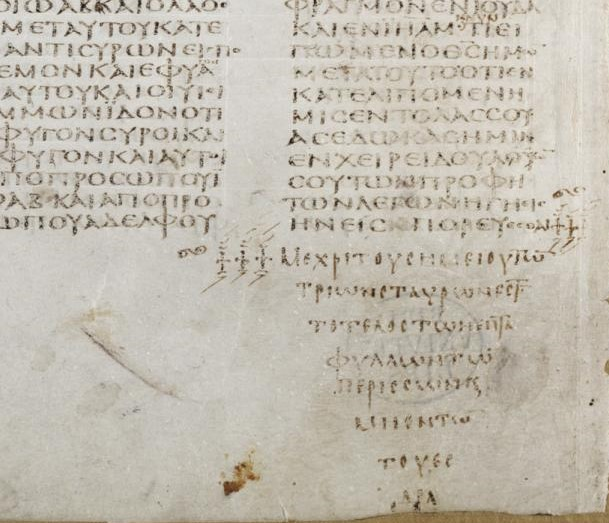
Korrektor cpamph hat eine Dublette mit drei Kreuzen markiert
(UBL, Cod. gr. I, fol. iv v.)

Mehrere Kapitel des 1. Buchs der Chronik sind an der falschen Stelle eingeordnet, nämlich vor 2 Esdras (= Esra-Nehemia-Buch). Weder A, der den Text schrieb, noch D, der ihn gegenlas und korrigierte, fiel das auf. Vermutlich war der Text in der benutzten Vorlage falsch eingebunden, und A und D überprüften nur die Übereinstimmung mit der Vorlage. Erst der „pamphilanische“ Korrektor (cpamph) entdeckte den Fehler und notierte am unteren Rand: „Bei dem Zeichen der drei Kreuze ist das Ende der sieben Blätter, die überflüssig sind und nicht zu Esdras gehören.“ Milne und Skeat verstehen die Bezeichnung als „überflüssig“ so, dass es sich um eine Dublette handelte und der gleiche Text auch an der richtigen Stelle in den Chronikbüchern stand.
Generell gilt der Codex Vaticanus als wichtigster Zeuge des frühen Septuagintatextes. Bei einigen Büchern tritt der Sinaiticus aus dem Schatten des Vaticanus heraus und erlangt größere Bedeutung:
- Im Buch Tobit bietet der Vaticanus eine Kurzfassung (GI); der Sinaiticus ist Hauptzeuge für die Langfassung (GII). Letztere wird heute als der ältere Text eingestuft.[99] Allerdings hat der Sinaiticus, wahrscheinlich durch Schreiberversehen, zwei Textlücken in Tob 4,7–19 EU und in Tob 13,6–10 EU.[100]
- Da die Makkabäerbücher im Codex Vaticanus fehlen, rückt der Codex Sinaiticus neben dem Codex Alexandrinus und dem Codex Venetus (8. Jahrhundert) zum Hauptzeugen für den Text des 1. Makkabäerbuchs auf.[101] Alfred Rahlfs’ Standardausgabe des griechischen 4. Buchs der Makkabäer bietet einen eklektischen Text nur auf Grundlage von Sinaiticus und Alexandrinus.[102]
- Rahlfs rechnete in seiner kritischen Edition des Septuaginta-Psalters (Psalmi cum Odis, 1931) die Codices Vaticanus und Sinaiticus zum besonders wertvollen „unterägyptischen“ Texttyp. „In Kontinuität mit den älteren Editionen behält somit der Codex Vaticanus (B) eine führende Position, teilt diese jedoch nun mit dem Codex Sinaiticus (S).“[103] Da im Vaticanus eine Lage fehlt und infolgedessen eine Lücke zwischen Psalm 105LXX (Vers 27) und Psalm 137LXX (Vers 6b) klafft, wird der Sinaiticus hier zum Hauptzeugen. Als eines der poetischen Bücher ist der Psalter im Codex Sinaiticus in zwei breiten Kolumnen geschrieben. Idealerweise sollte jeder Vers (Stichos) eine Zeile füllen; reichte der Platz nicht aus, wurde das Versende in der nächsten Zeile eingerückt geschrieben.[104] Rahlfs stellte bei seinen beiden Hauptzeugen eine unsorgfältige Arbeit der Schreiber fest, die ganze Verse ausließen, allerdings nicht die gleichen. Daraus schloss er, dass sie verschiedene Vorlagen hatten und schon diese Vorlagen versweise (stichisch) geschrieben waren.[105] Der Sinaiticus-Text des Psalters ist oft knapper als der Mehrheitstext und näher beim Hebräischen. Aber dies ist schwer zu beurteilen. Vielleicht bietet der Sinaiticus den ältesten erreichbaren Septuaginta-Text (Old Greek), oder aber er ist nachträglich hebraisierend überarbeitet worden. Im Einzelfall ist auch Schreiberversehen möglich.[106]

### Neues Testament
Das Bücherarrangement des Neuen Testaments im Codex Sinaiticus weicht von modernen Ausgaben in zwei Punkten ab: Die Apostelgeschichte des Lukas folgt nicht (wie bei Alexandrinus, Vaticanus und den heutigen Bibeln) den Evangelien, sondern ist zwischen die Sammlung der Paulusbriefe (Corpus Paulinum) und die Katholischen Briefe eingeschoben. Außerdem steht der Hebräerbrief nicht am Ende des Corpus Paulinum, sondern zwischen dem 2. Brief des Paulus an die Thessalonicher und dem 1. Brief des Paulus an Timotheus. Das ist in den Codices Alexandrinus und Vaticanus ebenso, die heute übliche Einordnung des Hebräerbriefs nach dem Philemonbrief ist in keinem Manuskript vor dem 8. Jahrhundert bezeugt.

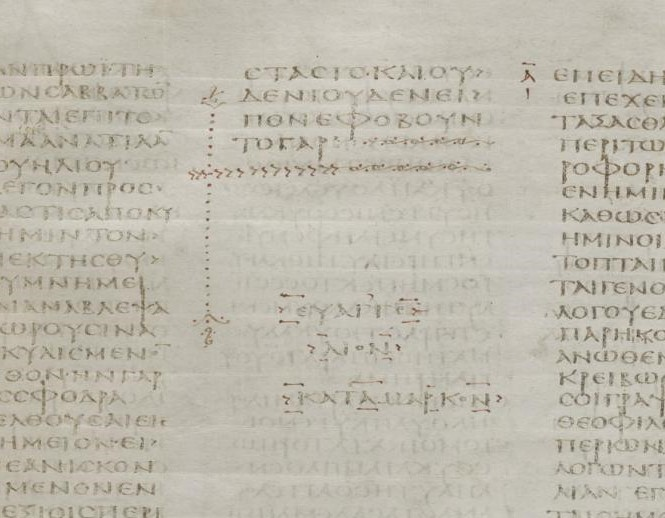
Ende des Markusevangeliums mit, gekreuzten Zierlinien (Coronis) und Buchtitel ευαγʼγελιον κατα μαρκον „Evangelium nach Markus“; Schreiber D
(BL, Add MS 43725, fol. 228 r.)

Im Sinaiticus-Text des Neuen Testaments fehlen Satzteile, Verse und auch ganze Abschnitte, die in anderen Bibelhandschriften vorkommen. Die folgenden Beispiele aus den Evangelien geben einen Eindruck davon, wie Auslassungen des Sinaiticus textkritisch beurteilt werden:
- Es gibt die klaren Fälle: Dass die Doxologie nach dem Vaterunser (Mt 6,13b EU), der kanonische Markusschluss (Mk 16,9–20 EU) und die Perikope von Jesus und der Ehebrecherin (Joh 7,53 EU bis Joh 8,11 EU) nicht zum ältesten Text der jeweiligen Evangelien gehören, ist ein breiter Konsens in der neutestamentlichen Exegese; das Fehlen dieser Textabschnitte im Codex Sinaiticus ebenso wie in anderen wichtigen Textzeugen wird als Beleg dafür gesehen.[108]
- Mehrfach lässt sich beobachten, dass die Kopisten Sätze und Formulierungen aus einem Evangelium in ein anderes übernahmen; ihr Fehlen im Sinaiticus und anderen Zeugen erster Ordnung wird als Indiz dafür gewertet, dass es sich um sekundäre Erweiterungen handelt. Beispielsweise ist der Vers Mt 17,21 EU wohl eine nachträgliche Angleichung an die synoptische Parallele Mk 9,29 EU.[109] Der im Sinaiticus fehlende Satz Mt 18,11 EU gilt als Interpolation mit dem Material von Lk 19,10 EU, mit der einige Kopisten eine bessere Verbindung zwischen den Versen 10 und 12–14 schaffen wollten.[110] (Allerdings finden sich auch in Sinaiticus und Vaticanus Textzuwächse dieser Art: In Mt 27,49 EU ergänzten beide bei der Beschreibung der Kreuzigung Jesu den Lanzenstich in seine Seite aus Joh 19,34 EU.[111])
- Glossen können sekundär von Kopisten in den Text übernommen worden sein: Der Vers Mk 7,16 EU fehlt in wichtigen Zeugen des alexandrinischen Texttyps und scheint eine Glosse zu sein.[112] In den frühesten und besten Zeugen des alexandrinischen und des westlichen Texttyps fehlt Mk 15,28 EU; wahrscheinlich gelangte eine Marginalglosse (vgl. Lk 22,37 EU) nachträglich in den Text.[113]
- Aber nicht immer ist der kürzere Text vorzuziehen – auch dann nicht, wenn der Sinaiticus diesen kürzeren Text bietet. Häufig wurden Kopistenfehler durch Homoioteleuton verursacht: Zwei Zeilen endeten mit der gleichen Buchstabenfolge; das Auge sprang vom ersten zum zweiten Vorkommen, und der Text dazwischen wurde versehentlich nicht kopiert.[114] Eindeutig ist das der Fall, wenn nur der Schreiber des Sinaiticus einen Satz auslässt, alle anderen nicht; ein Beispiel ist Lk 10,32 EU.[115]
- Schließlich gibt es uneindeutige Fälle: Der Satz Mt 12,47 EU wurde wohl versehentlich ausgelassen; wegen des Gewichts der Textzeugen, bei denen er fehlt, bleibt aber ein Rest Zweifel, ob er zum ursprünglichen Text gehört.[116] Auf den ersten Blick scheint die Auslassung von Mk 11,26 EU ebenfalls ein Schreiberversehen zu sein, das Fehlen bei frühen Zeugen aller Texttypen macht aber sehr wahrscheinlich, dass der längere Text eine sekundäre Angleichung an Mt 6,15 EU ist.[117] Die Auslassung von Lk 17,36 EU als Schreiberversehen ist möglich, das Gewicht der Zeugen für den kürzeren Text spricht aber dafür, dass es sich um eine Texterweiterung zur Angleichung an Mt 24,40 EU handelt.[118]

Große textkritische Probleme bereitet die Offenbarung des Johannes. Der Codex Vaticanus fällt hier aus, da er für dieses biblische Buch einen im Spätmittelalter ergänzten Text bietet. Die Papyri helfen nur bei einzelnen Versen weiter. Umso mehr Gewicht erhalten die Codices Sinaiticus, Alexandrinus und Ephraemi Rescriptus. Der Sinaiticus macht allerdings „über weite Strecken keinen guten Eindruck.“ Er weist eine bunte Vielfalt inhaltlich relevanter Sekundärlesarten auf, die wohl nicht von den Schreibern A und D spontan erfunden wurden, sondern bereits in einer Vorlage standen. Sie passen den Text der Johannesoffenbarung der Frömmigkeit, Liturgie, Christologie und Engellehre der Spätantike an. Beispielsweise wird der Thron Gottes in Offb 4,3  nicht von einem Regenbogen (ἶρις ĩris), sondern von Priestern (ϊερειϲ hiereĩs) umgeben.

### Frühchristliche Literatur

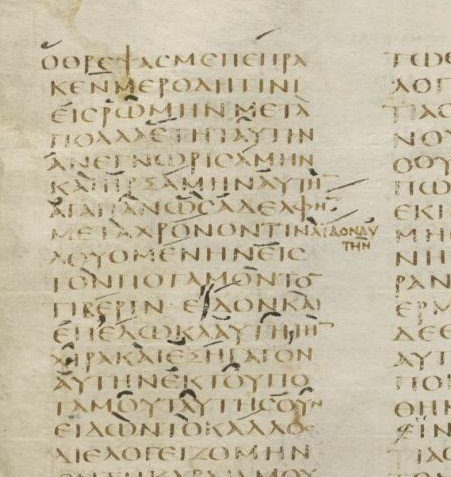
Beginn des Hirten des Hermas; Schreiber B2. Rechts eine Randglosse des Korrektors ca; Korrektor d fügte mit schwarzer Tinte Akzente hinzu, um den Text leichter lesbar zu machen.
(BL, Add MS 43725, fol. 341 r.)

Zwei der vier Vollbibeln des 4./5. Jahrhunderts enthalten zusätzlich zum Neuen Testament Schriften, die heute zur Gruppe der Apostolischen Väter gerechnet werden: Barnabasbrief und Hirte des Hermas im Codex Sinaiticus, 1. und 2. Clemensbrief im Codex Alexandrinus. Oft wird angenommen, dass diese Schriften von den Kreisen, die hinter der Herstellung dieser Codices standen, auch als kanonisch betrachtet wurden. Die Gegenposition vertritt beispielsweise Bruce Metzger: Sie seien dort nur ein Anhang zum Neuen Testament. Kodikologisch und paläographisch gibt es keine Signale dafür, dass die beiden frühchristlichen Schriften im Sinaiticus als Anhang betrachtet werden sollten. Eine geringere Bedeutung lässt sich nur indirekt aus zeitgenössischen Kanonlisten einerseits, der Endstellung andererseits ableiten.
Besonders bei den Theologen Alexandrias (Clemens von Alexandria, Origenes, Didymus der Blinde) war der Barnabasbrief beliebt. Dass eine Schrift, die um 300 an den Rand des Kanons und im Westen ganz in Vergessenheit geriet, gerade im Codex Sinaiticus enthalten ist, passt zur vermuteten Entstehung des Codex in Palästina oder Ägypten. Der gesamte Text des griechischen Barnabasbriefs ist nur im Codex Sinaiticus und im Codex Hierosolymitanus (11. Jahrhundert) überliefert. Hinzu kommen als Hauptzeugen der unvollständige Codex Vaticanus graecus 859 (11. Jahrhundert) und die lateinische Übersetzung (Codex Petropolitanus Q. v. I. 39, 9./10. Jahrhundert). Dass der Sinaiticus Jahrhunderte älter ist als die drei anderen, bedeutet nicht, dass sein Text stets den Vorzug verdient. Da die vier Zeugen oft voneinander abweichen und ihr Verhältnis zueinander unklar ist, unterscheiden sich die kritischen Ausgaben des Barnabasbriefs; teilweise wird eine diplomatische Edition eines der Textzeugen bevorzugt.
Die im Original griechische, aber nur in lateinischer und äthiopischer Übersetzung vollständig erhaltene Schrift Hirte des Hermas hat eine Sonderstellung in der frühchristlichen Literatur. Sie war bis zum 4. Jahrhundert sehr populär und wurde teilweise als kanonisch betrachtet, doch verglichen mit den neutestamentlichen Schriften war ihr Text weniger fixiert. Das umfangreichste griechische Manuskript, der mittelalterliche Codex Athous Grigoriou 96, ist zugleich eines der jüngsten. Unter den spätantiken Manuskripten enthalten neben dem Sinaiticus nur zwei Papyri, Michigan 129 und Bodmer 38, größere Textabschnitte. Entsprechend viel Gewicht hat der Codex Sinaiticus als Textzeuge. Der Sinaiticus-Text stammt allerdings von der Hand des Schreibers B, dessen Rechtschreibprobleme eine Fülle an Verbesserungen sowohl im Skriptorium als auch durch die mittlere Korrektorengruppe zur Folge hatten. Hier war es Korrektor ca, der ein hochwertigeres Exemplar der frühchristlichen Schrift mit dem Sinaiticus-Text verglich. Seine 380 Verbesserungen stellten praktisch einen neuen und besseren Hermas-Text her. In der Fassung des Schreibers B ist der Sinaiticus-Text aber für die Überlieferungsgeschichte des griechischen Hermas interessant. Paolo Cecconis Untersuchung ergab, dass der Hermas-Text seit dem 2. Jahrhundert in zwei verschiedenen Versionen umlief, die zu einem Mischtext zusammengearbeitet wurden. Dieser lag im 3. Jahrhundert dem Schreiber des Papyrus Michigan 129 vor und im 4. Jahrhundert dem Sinaiticus-Schreiber. Die Vorlage, mit der Korrektor ca arbeitete, gehört dagegen der gleichen Hauptgruppe an wie der Codex Athous; die andere Hauptgruppe wird durch Papyrus Bodmer 38 repräsentiert.

## Entdeckung und Publikation
Die vier Institutionen, die Teile des Codex Sinaiticus besitzen, sind sich nicht einig in der Frage, auf welcher Rechtsgrundlage der Codex aus dem Katharinenkloster in europäische Bibliotheken gelangte. Der folgenden Darstellung liegt ein Text zugrunde, dem alle Partner des Codex Sinaiticus Projects als derzeitigem Rahmen historischer Referenz zugestimmt haben.

### Tischendorfs Expeditionen
Die erste Erwähnung des Codex Sinaiticus findet sich wahrscheinlich im Bericht des italienischen Naturforschers und Reisenden Vitaliano Donati. Er sah 1761 im Katharinenkloster „eine Bibel mit schönen großen, dünnen und quadratischen Pergamentseiten, geschrieben in einer fließenden und schönen Schrift.“

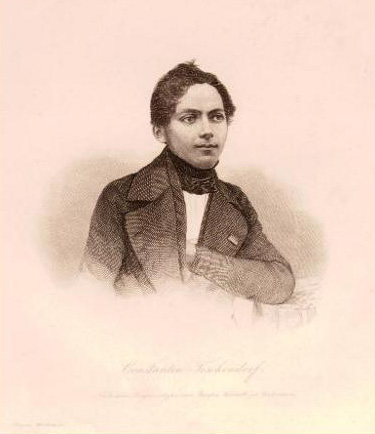
Konstantin Tischendorf (Stahlstich nach Daguerreotypie um 1845)

Der Leipziger Neutestamentler Konstantin Tischendorf besuchte das Katharinenkloster im Frühjahr 1844 auf einer Bibliotheksreise durch den Orient. Zwischen dem 24. Mai und dem 1. Juni 1844 zeigten ihm die Mönche 129 Blätter aus dem alttestamentlichen Teil des Codex Sinaiticus. Nach Tischendorfs eigener Darstellung, die die einzige Quelle hierzu ist, wurden ihm 43 der Blätter vom Kloster überlassen. Im Januar 1845 traf Tischendorf mit den bei seiner Bibliotheksreise zusammengetragenen Manuskripten wieder in Leipzig ein. Die 43 Blätter des Codex Sinaiticus, den er ins 4. Jahrhundert datierte, veröffentlichte er 1846 zu Ehren des Unterstützers seiner Reise, des Königs Friedrich August II. von Sachsen, unter dem Titel Codex Frederico-Augustanus. Den Fundort dieser alten Handschrift gab Tischendorf aber nicht preis, sondern beschrieb ihn vage als ein „Kloster im Morgenlande.“ Die 43 Pergamentblätter des Codex werden bis heute in der Universitätsbibliothek Leipzig aufbewahrt.

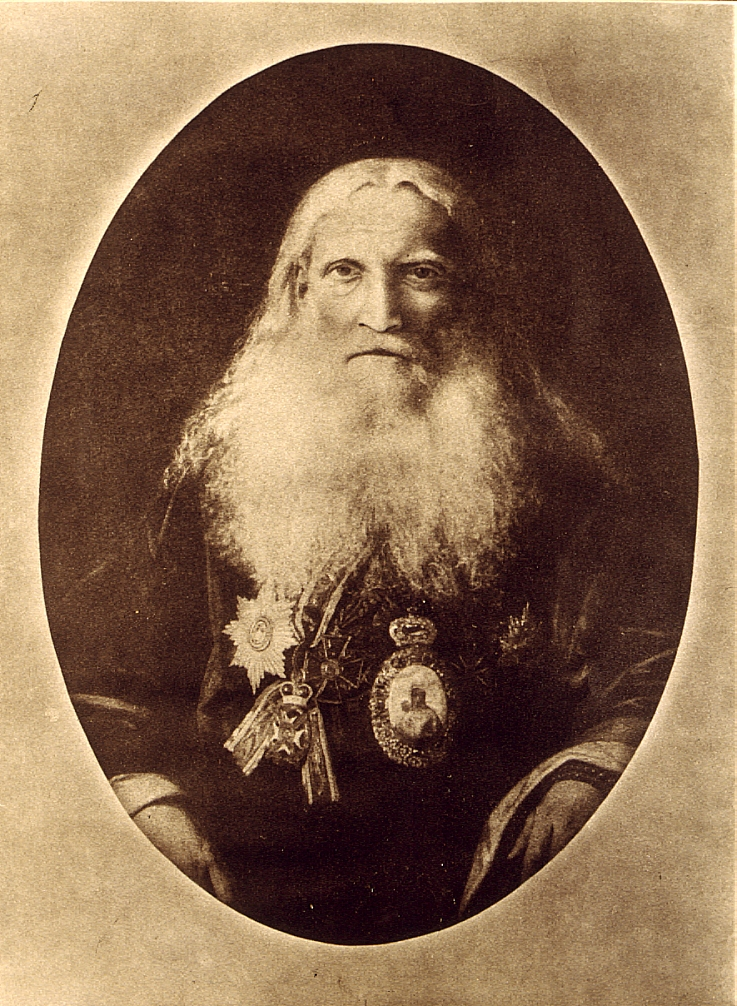
Archimandrit Porfiri Uspenski

Porfiri Uspenski, Archimandrit des Mariä-Heimgangs-Klosters in Odessa und Leiter des Geistlichen Seminars in Cherson, besuchte 1845 und 1850 das Katharinenkloster. Bei der ersten Reise wurde ihm eine griechische Bibelhandschrift vorgelegt, die er in einer Veröffentlichung 1856 detailliert beschrieb – eindeutig der Codex Sinaiticus. Uspenski datierte ihn ins 5. Jahrhundert, erkannte aber seine Bedeutung nicht. So erwähnte er beiläufig, dass der Codex den Barnabasbrief und den Hirten des Hermas enthielt, ohne zu realisieren, dass der griechische Text dieser beiden frühchristlichen Schriften eine wissenschaftliche Sensation war.
Uspenski erhielt während seines Besuchs drei Fragmente von zwei Codex-Blättern, die vorher zu Buchbindungszwecken im Kloster verwendet worden waren: ein größeres mit Text aus dem Buch Genesis und zwei kleinere, die Verse aus dem Buch Numeri enthalten. Ihre Zugehörigkeit zum Codex Sinaiticus erkannte Uspenski erst nachträglich, und bei einer Begegnung mit Tischendorf gestattete Uspenski diesem die Publikation der drei Fragmente. Sie wurden 1883 durch die Kaiserliche Bibliothek in Sankt Petersburg erworben, desgleichen später ein Genesis-Fragment, das Tischendorf 1853 bei seinem zweiten Besuch im Katharinenkloster als Lesezeichen in einem Band mit Heiligenviten entdeckt hatte.
Tischendorfs dritte Orientreise 1859 stand unter der Schirmherrschaft des russischen Zaren Alexander II. Gemäß seinem eigenen Bericht sah Tischendorf am 4. Februar erstmals die 347 Blätter des Codex. Tischendorf versuchte zunächst, den Codex für die Sankt Petersburger Akademie zu erwerben. Aber sein Kaufangebot wurde abgelehnt, und Tischendorf kehrte unverrichteter Dinge nach Kairo zurück. Er stand von nun an in engem Kontakt mit der dortigen Niederlassung (Metochion) des Sinaiklosters, dem Konvent Tsuvania. Die Vorsteher waren bereit, die kostbare Handschrift mit der Dromedarpost nach Kairo zu holen, wo sie am 23. Februar eintraf. Tischendorf schrieb, dass die Sinaitische Bruderschaft ihm ermöglichte, in Kairo an einer Transkription zu arbeiten: „Wir kamen nun auf dem russischen Generalconsulat überein, dass ich einzelne Hefte (Quaternionen) von je 8 Blättern zur Abschrift entnehmen sollte, womit ich sofort den Anfang machte.“ Am 16./28. September unterzeichnete Tischendorf eine Empfangsbestätigung für die Ausleihe der 347 Blätter des Codex. Er schrieb eine Quittung, in der es hieß, der Codex werde ihm ausgeliehen, damit er ihn nach Sankt Petersburg mitnehmen könne; dort wolle er seine früheren Transkriptionen mit dem Original vergleichen und eine wissenschaftliche Publikation erarbeiten. Tischendorf versprach in seiner Leihquittung, den Codex unversehrt an das Kloster zurückzugeben, sobald dies gefordert würde. Aber er verwies auch auf einen Brief, den der russische Botschafter in Konstantinopel, Fürst Aleksej Borisowitsch Lobanow-Rostowski, kurz zuvor an das Kloster geschrieben hatte. Dieser auf den 10./22. September 1859 datierte Brief ist ebenfalls im Original erhalten. Lobanow-Rostowski erwähnte, dass die Sinaitische Bruderschaft nach Angaben Tischendorfs den Wunsch hege, den Codex als Schenkung an den Zaren zu überreichen. Da nicht vorausgesetzt werden konnte, dass die Schenkung realisiert würde, bekräftigte der Botschafter, dass das Eigentum an dem Manuskript bis zur Bestätigung der Schenkung beim Kloster bleibe. Der Sinaitischen Bruderschaft sei das Manuskript nach dessen erster Anforderung zurückzugeben. Das Antwortschreiben der Sinaitischen Bruderschaft an Lobanow-Rostowski ist auf den 17./29. September datiert. Die Mönche brachten darin ihre Unterstützung für Tischendorfs Bemühungen und Ergebenheit gegenüber dem Zaren zum Ausdruck, aber sie bezogen sich nicht explizit auf die Schenkungsangelegenheit.

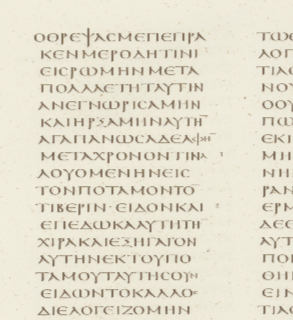
Beginn des Hirten des Hermas in Tischendorfs Quasi-Faksimile-Edition

Erstmals veröffentlicht wurde der Text des Codex Sinaiticus im Jahr 1862 durch Tischendorf zum 1000. Jubiläum der russischen Monarchie in einer von der russischen Regierung finanzierten vierbändigen Prachtausgabe unter dem Titel: Bibliorum codex Sinaiticus Petropolitanus. Am 10. November 1862 überreichte Tischendorf sein Werk in einer formellen Audienz in Zarskoje Selo dem Zarenpaar. Er übergab dem Zaren auch das Original des Codex, das er bis dahin in seiner Leipziger Wohnung aufbewahrt hatte. Während der folgenden sieben Jahre lagerte der Codex im Außenministerium in Sankt Petersburg. Am 13./25. November 1869 unterzeichneten der Erzbischof des Sinai, Kallistratos, und die Synaxis (Versammlung) der Kairoer Niederlassung die formelle Schenkungsurkunde, und danach am 18./30. November unterzeichneten Erzbischof Kallistratos und die Synaxes sowohl der Kairoer Niederlassung als auch des Katharinenklosters eine weitere Schenkungsurkunde. Nach diesem Rechtsakt kam der Codex in den Bestand der Kaiserlichen Bibliothek in Sankt Petersburg.
Diese Schlüsselereignisse können im Licht neu bekanntgewordener Dokumente unterschiedlich interpretiert werden. Es ist fraglich, ob eine Schenkung an den Zaren ein Teil der ursprünglichen Absicht aller Beteiligten an der Ausleihe-Vereinbarung von 1859 gewesen war. Die zehn Jahre zwischen der Ausleihe des Manuskripts und dem Akt der Schenkung waren für die Sinaitische Bruderschaft sehr schwierig. Dem Tod des Erzbischofs Konstantios im Jahre 1859 folgte nämlich eine längere Vakanz des erzbischöflichen Stuhls. Die Sinaitische Bruderschaft hatte zwar Kyrillos Vyzantios zum Nachfolger gewählt, aber der Patriarch von Jerusalem weigerte sich, ihn zum Erzbischof zu weihen. Diese Weihe empfing Kyrillos schließlich kirchenrechtswidrig vom Patriarchen von Konstantinopel. Er wurde auch von der Regierung des Osmanischen Reichs anerkannt. Kyrillos’ Amtsführung führte aber schon kurz danach zum Bruch mit der Bruderschaft, die ihn absetzte. Die Bruderschaft wählte einen neuen Erzbischof, den Konsenskandidaten Kallistratos. Dieser empfing zwar die Weihe durch den Patriarchen von Jerusalem. Aber ihm fehlte zunächst die Anerkennung durch andere Patriarchen und die osmanische Regierung. Der abgesetzte Kyrillos residierte in Konstantinopel und erhob den Anspruch, der rechtmäßige Erzbischof vom Sinai zu sein. Erst 1869 erlangte Kallistratos die Anerkennung als Erzbischof durch alle kanonischen und staatlichen Autoritäten.
Wie die russische Diplomatie auf die zeitlich parallelen Vorgänge der Nachfolgelösung für den erzbischöflichen Stuhl und der Schenkung des Codex Sinaiticus an den Zaren Einfluss nahm, wird unterschiedlich interpretiert. Es gibt Grund zu der Annahme, dass russische Diplomaten ihre Unterstützung für den neuen Erzbischof Kallistratos direkt mit der offiziellen Schenkung des Codex durch das Kloster an den Zaren verbanden. Die Sinaitische Bruderschaft betrieb in der Frage der Schenkung eine unentschlossene, hinhaltende Verhinderungspolitik, die letztlich scheiterte.

### Codex Sinaiticus Petropolitanusin Sankt Petersburg

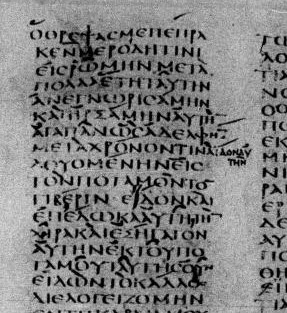
Beginn des Hirten des Hermas in der Foto-Faksimile-Edition von Lake und Lake

Die britischen Paläographen Kirsopp und Helen Lake reisten 1908 nach Sankt Petersburg und fotografierten den neutestamentlichen Teil des Codex Sinaiticus, der 1911 bei Oxford University Press als Faksimile erschien. Bei einer zweiten Reise 1913 fotografierten die Lakes die damals bekannten Teile des Alten Testaments in Sankt Petersburg und in Leipzig. Auf ihrer Forschungsreise hatten die Lakes aber noch keine Kenntnis eines Fragments aus dem Buch Judit gehabt, das Wladimir Nikolajewitsch Beneschewitsch 1911 publiziert hatte. Nach einem Hinweis von Alfred Rahlfs und mit Unterstützung der amerikanischen Botschaft gelangte Kirsopp Lake 1916 an Fotografien dieses Fragments. Der zweite, alttestamentliche Band der Faksimile-Edition erschien dann mit diesem Judit-Fragment im Jahr 1922. Beide Bände waren als fotografischer Faksimile-Nachdruck eine deutliche Verbesserung gegenüber Tischendorfs Edition. Sie haben eine fast identische, umfassende Einführung, die die Forschung stark prägte.
Entgegen zeitgenössischen Befürchtungen in der britischen Presse lagerte der Codex Sinaiticus auch nach der Oktoberrevolution ungefährdet in der Sankt Petersburger (seit 1924: Leningrader) Bibliothek. Die Sowjetregierung verkaufte Kunstwerke, um an Devisen für die geplante schnelle Industrialisierung zu gelangen. Der Antiquar Ernest Maggs hatte gute Beziehungen zu sowjetischen Stellen und unternahm 1931 eine Reise nach Leningrad, wo er im Auftrag des Schweizer Sammlers Martin Bodmer eine Gutenberg-Bibel erwarb und Vorgespräche über den Codex Sinaiticus führte. Im Herbst 1933 wurden die sowjetischen Verkaufspläne konkreter; die Verhandlungen liefen nun zwischen dem sowjetischen Kulturattaché in Paris, und der Pariser Filiale von Maggs Bros. Ltd. Die sowjetische Einstiegsforderung war 200.000 £, Maggs bot 40.000 £; man einigte sich auf 100.000 £ – ein Rekordpreis, der den Codex Sinaiticus zum teuersten Buch der Welt machte. Uspenskis, Tischendorfs und Beneschewitschs Fragmente waren nicht Teil der Vereinbarung; sie blieben in Leningrad.

### Codex Sinaiticusin London
Ernest Maggs wandte sich nun an Frederic G. Kenyon, den früheren Direktor des British Museums. Als Vorsitzender des Museumskuratoriums informierte Cosmo Gordon Lang, der Erzbischof von Canterbury, den Premierminister Ramsay MacDonald, dass der Codex Sinaiticus zum Verkauf stehe. MacDonald befürwortete gegenüber dem Schatzkanzler Neville Chamberlain die Bewilligung eines Regierungskredits von 100.000 £. David Parker vermutet, dass MacDonald, der als Sozialdemokrat zu dieser Zeit ums politische Überleben kämpfte, ein „nationales Prestigeprojekt“ vor dem Hintergrund der Weltwirtschaftskrise gut brauchen konnte. Chamberlain machte zur Bedingung, dass das Museum 7000 £ beisteuerte. Er stellte 93.000 £ aus einem zivilen Rücklagefonds bereit mit der Auflage, einen möglichst großen Teil dieser Summe durch eine Spendenkampagne wieder einzuwerben. Nachdem das Politbüro der KPdSU unter Leitung Josef Stalins am 5. Dezember 1933 den Verkauf genehmigt hatte und Maggs am 18. Dezember das Kaufangebot des Museumsdirektors George Hill erhalten hatte, lieferte die Firma Arcos den Codex per Eilkurier in einer Schachtel aus Zinnblech nach London, wo er am zweiten Weihnachtstag eintraf. Das Publikumsinteresse war sehr groß. Neben vielen Kleinspenden gingen auch einige Großspenden ein, so dass letztlich 53.563 £ an den Fonds zurückgezahlt wurden und der britische Steuerzahler 39.437 £ beitrug.
Unterdessen war in London ein auf den 29. Januar 1934 datiertes Telegramm des amtierenden Erzbischofs Porphyrios vom Sinai eingetroffen. Porphyrios erklärte, das Katharinenkloster sei der alleinige rechtmäßige Besitzer des Codex. Die britische Regierung antwortete umgehend, das Kloster solle seine Ansprüche gegenüber der Sowjetregierung geltend machen. George Francis Hill veranlasste als Museumsdirektor eine juristische Überprüfung der Vorgänge zwischen 1859 und 1869. Diese war dadurch eingeschränkt, dass es keinen Zugang zu den sowjetischen Archiven gab. Britische Gutachter bestätigten die Rechtmäßigkeit des Ankaufs.
Nachdem der Codex 1933 ins British Museum gekommen war, wurde er von Herbert J. M. Milne und Theodore C. Skeat, zwei wissenschaftlichen Assistenten der dortigen Handschriftenabteilung, untersucht und von dem Buchbinder David Cockerell restauriert und neu gebunden. Milne, Skeat und Cockerell veröffentlichten ihre Befunde 1938 unter dem Titel Scribes and Correctors of Codex Sinaiticus. Diese Publikation war in den folgenden Jahrzehnten das Standardwerk zur Kodikologie und Paläographie des Codex Sinaiticus.
Nach dem Umzug der British Library nach St. Pancras 1998 wird der Codex Sinaiticus dort in der Sir John Ritblat Gallery neben anderen Schätzen der Bibliothek ausgestellt.

### Neue Funde seit 1975

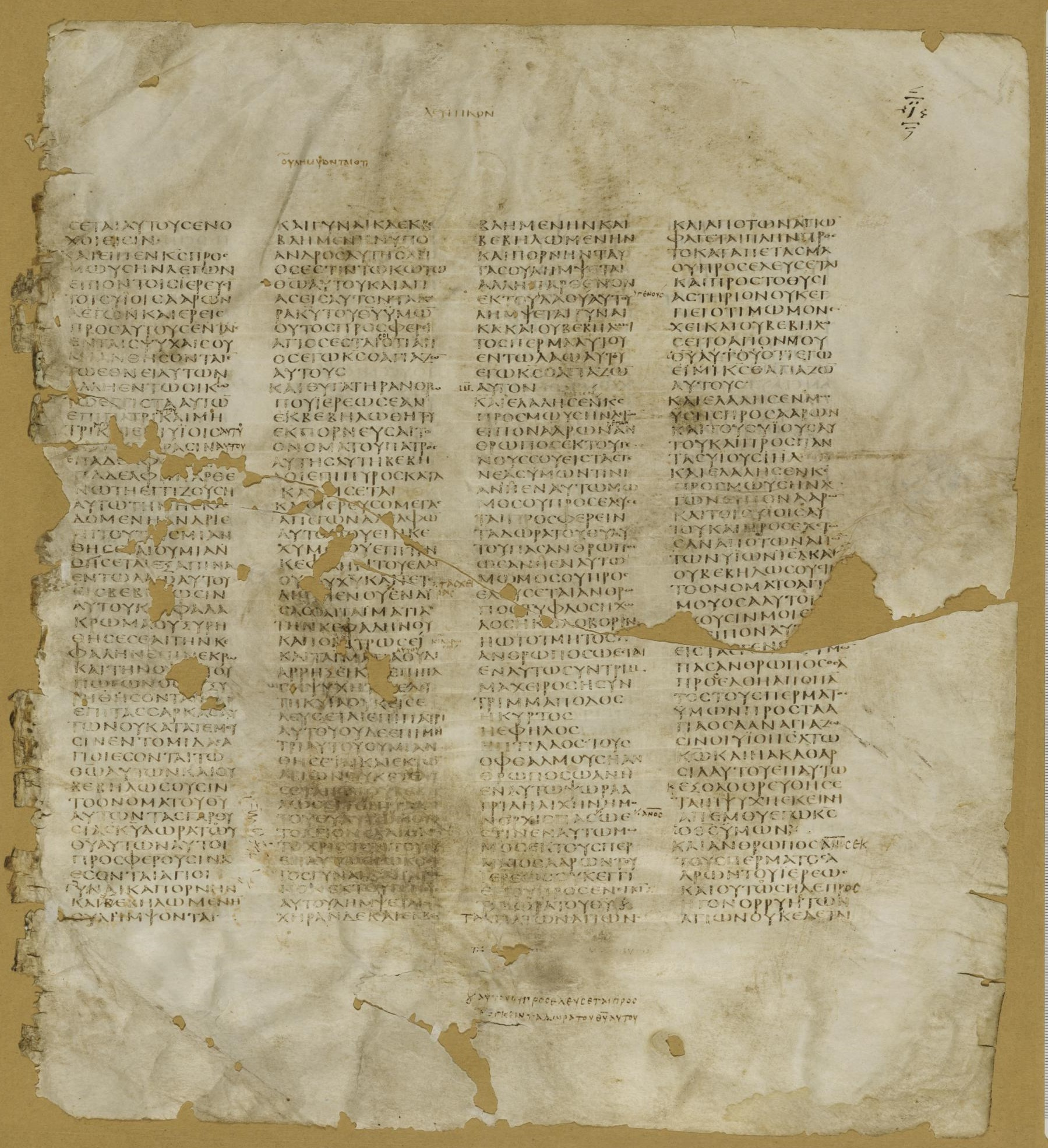
Ein Blatt der Neufunde von 1975 mit Text aus dem Pentateuch (Buch Levitikus); Schreiber A. Korrekturen unter anderem von ca am oberen Rand, cb1 am unteren Rand; cb2 löschte cb1’ Text und setzte seine eigene Korrektur darunter.
Rechts oben die Lagennummer 10
(Bibliothek des Katharinenklosters, ΝΕ gr. ΜΓ 001)

Am 26. Mai 1975 entdeckte Sophronios, der Skevophylax des Katharinenklosters, in einem mit Schutt und Abfällen gefüllten Raum Fragmente von rund 1200 Manuskripten und Drucken. Wahrscheinlich war dies ein vergessenes Depot für schadhafte und unbrauchbare Bücher in Nachbarschaft zur alten Sakristei. Griechische Wissenschaftler untersuchten die Funde. Einzelne Informationen erschienen in der internationalen Presse. Erst auf dem Wiener Byzantinistenkongress im Oktober 1981 stellte Erzbischof Damianos vom Sinai die Neufunde offiziell vor. Über die Anzahl der Blätter, die sich unter diesen Neufunden dem Codex Sinaiticus zuordnen lassen, kursierten jahrelang verschiedene Angaben. Heute geht man von 18 vollständigen oder fragmentarischen Blättern dieses Codex aus und ordnet einige kleine schwer identifizierbare Fragmente diesen 18 Blättern zu. Die neuen Blätter gehören zum Pentateuch, den Büchern Josua und Richter und dem 1. Buch der Chronik im vorderen Teil des Codex Sinaiticus sowie dem Hirten des Hermas an dessen Ende. Bei einigen Fragmenten legt ihr Zuschnitt nahe, dass sie für die Pergamentmakulatur vorgesehen waren; ein vollständig erhaltenes Blatt weist Knickspuren auf und scheint eine Zeitlang als Schutzumschlag gebraucht worden zu sein.
Im September 2009 ging die Nachricht durch die Presse, dass im Katharinenkloster ein neues Fragment des Codex Sinaiticus entdeckt worden sei. Bei dem im 18. Jahrhundert gebundenen Codex Sinaiticus graecus 2289 war das Vorsatzpapier teilweise abgerissen. Dadurch war ein Pergamentfragment freigelegt worden, das mindestens zwei schmale Spalten von 13 bis 15 Buchstaben pro Zeile in griechischen Majuskeln aufwies, wie es für den Codex Sinaiticus typisch ist. Von der stark zerstörten Schrift waren nur drei Worte lesbar, die dem Vers Jos 1,11  zugeordnet werden können. Bei der offiziellen Vorstellung ihres Fundes bezeichneten Nikolas Sarris und Hieromonachos Justin vom Sinai die Zugehörigkeit des Fragments zum Codex Sinaiticus allerdings nur als Möglichkeit und verwiesen alternativ auf die von Heinrich Brugsch 1875 publizierten Septuaginta-Fragmente aus der Bibliothek des Katharinenklosters.

### Konservierung, Digitalisierung, Transkription
Im Dezember 2006 wurde ein Gemeinschaftsprojekt der British Library, der Universitätsbibliothek Leipzig, der Russischen Nationalbibliothek und des Katharinenklosters vorgestellt, den gesamten Codex digitalisiert im Internet zur Verfügung zu stellen und als Faksimile zu publizieren. Die Vorarbeiten gehen in die 1990er Jahre zurück: Das International Greek New Testament Project in Birmingham und das Institut für Neutestamentliche Textforschung in Münster kooperierten mit Peter Robinson, einem Spezialisten für Digitaleditionen, bei der Erschließung des neutestamentlichen Teils. Das Göttinger Septuaginta-Unternehmen war am alttestamentlichen Teil des Codex interessiert. Am 7. November 2002 trafen sich die Vertreter der Partnerinstitutionen erstmals in der British Library, die mit ihrem festen Mitarbeiterstab großen Anteil an der Entwicklung und Durchführung des Projekts hatte. Konservierung, Bilddatenerfassung und Transkription waren die Hauptaufgaben. Die Vorgehensweise war dabei in London, Sankt Petersburg und Leipzig genau gleich; die Arbeit im Katharinenkloster nutzte die Möglichkeiten, die durch die Digitalisierung der gesamten Bestände der Klosterbibliothek vor Ort geschaffen worden waren.
Die Konservierung stellte sicher, dass die Folia fotografiert werden konnten, ohne Schaden zu nehmen. Die Blätter wurden einzeln physisch analysiert und die Ergebnisse in einer mehr als 300 Kategorien umfassenden Datenbank dokumentiert. Für die Ergebnisbeschreibung wurde eine international verständliche Terminologie entwickelt. Die kodikologische Untersuchung nutzte nicht-destruktive Techniken. Ein Team der Universitäten Birmingham und Münster erarbeitete eine elektronische Transkription des Manuskripts mit all seinen Korrekturen und Glossen. Auf diese Weise wurde für die Forschung ein „virtueller Codex Sinaiticus“ bereitgestellt. Das Sinaiticus Project rekonstruierte auch den Aufbau des größtenteils verlorenen ersten Teils des Codex Sinaiticus, um den Fragmenten im Katharinenkloster und in Sankt Petersburg ihren Platz darin zuweisen zu können. Zwei Blätter weisen die Lagennummern 10 (im Buch Levitikus, Foto) und 12 (im Buch Numeri) auf. Es ließ sich berechnen, dass das Buch Genesis mit dem ersten Blatt der zweiten Lage begann. Die erste, komplett verlorene Lage enthielt folglich Einleitungen, Vorworte oder Ähnliches.
Im Mai 2008 wurden 43 digitalisierte Seiten veröffentlicht, seit dem Juli 2009 ist der gesamte Codex online. Das Projekt ist finanziert durch verschiedene Institutionen, unter anderen von The Arts and Humanities Research Council, der Deutschen Forschungsgemeinschaft und der Stavros S. Niarchos Foundation. Neben den genannten Partnern arbeiteten das Institute for Textual Scholarship and Electronic Editing (ISEE), die University of Birmingham, das Institut für Neutestamentliche Textforschung der Universität Münster, das Digitalisierungszentrum der Niedersächsischen Staats- und Universitätsbibliothek Göttingen, die Society of Biblical Literature (Atlanta) und viele Einzelpersonen mit.

## Forschungsgeschichte
Obwohl er viel mehr bietet, erregte der Codex Sinaiticus stets als ältestes vollständiges Manuskript des Neuen Testaments das größte Interesse. Seine Entdeckung fiel in eine Zeit, in der sich ein breiter Konsens in der neutestamentlichen Wissenschaft etabliert hatte, den altüberlieferten Textus receptus durch eine wissenschaftliche Edition auf Grundlage der frühen Majuskelhandschriften zu ersetzen. Im 18. Jahrhundert galt der Codex Alexandrinus als besonders hochwertig. Dass die Bedeutung des Codex Vaticanus lange nicht erkannt wurde, hängt damit zusammen, dass er in der Vatikanischen Bibliothek für die Forschung weit schlechter zugänglich war als die Codices Alexandrinus (in London) und Bezae (in Cambridge). Je mehr über den Vaticanus bekannt wurde, desto mehr zeichnete sich ab, dass er dem Alexandrinus überlegen war. Johann Leonhard Hug untersuchte den Codex Vaticanus, als dieser 1809 in Paris ausgestellt wurde, und urteilte, dieses spätantike Manuskript verdiene den höchsten Rang. Aber dann kehrte der Codex in die Bibliothek des Vatikans zurück. Noch immer stand eine zuverlässige Edition des Vaticanus nicht zur Verfügung – und in dieser Situation tauchte unter spektakulären Umständen der bisher unbekannte Codex Sinaiticus auf und wurde durch Tischendorfs Edition 1862 eher als der Vaticanus für die Forschung erschlossen.
Dass sich der Text des Sinaiticus und des Vaticanus nahestehen, war schnell klar. Wo immer Sinaiticus und Vaticanus zusammengehen, sprach das stark für eine frühe Lesart – wo sie differieren, folgte der Textkritiker sozusagen dem Codex seines Vertrauens. Tischendorf setzte in der letzten Edition seines Novum Testamentum Graece 1872 ganz auf den Sinaiticus. Westcott-Hort dagegen favorisierten 1881 den Vaticanus. Damit hatte sich die Textkritik für rund 80 Jahre in eine Pattsituation manövriert. Der Stillstand wurde durch die Publikation wichtiger neutestamentlicher Papyri überwunden: der Chester-Beatty-Papyri 1933–1937 und der Bodmer-Papyri 1955–1956. Mit {\displaystyle {\mathfrak {P}}}75 wurde ein Papyrus des frühen 3. Jahrhunderts bekannt, dessen Text mit dem über 100 Jahre jüngeren Codex Vaticanus sehr stark übereinstimmt. „So wurde {\displaystyle {\mathfrak {P}}}75 zum Schiedsrichter, der darauf hinwies, dass der Vaticanus nach unserem Kenntnisstand insgesamt einen früheren Text bietet als der Codex Sinaiticus.“
Gordon Fee fand 1968 heraus, dass der Grad an Übereinstimmung von Sinaiticus und Vaticanus im Johannesevangelium blockweise wechselt. In den ersten acht Kapiteln repräsentiert der Sinaiticus den westlichen Texttyp. Der Vaticanus ist demnach textlich homogener als der Sinaiticus. Bruce Metzger sah „solide Belege dafür, dass das Kopieren der Bücher des Neuen Testaments mindestens an einem bedeutenden Bischofssitz der frühen Christenheit, der Stadt Alexandria, bewusst und gewissenhaft kontrolliert wurde.“ Den Sinaiticus zählte Metzger zum alexandrinischen Texttyp, allerdings (wegen der Befunde Fees) mit einem deutlichen Einschlag des westlichen Texttyps. Trotz der Kontrolle der Kopistenarbeit, die nach Metzger in Alexandria stattfand, brachte der Sinaiticus in zentralen Kapiteln des Neuen Testaments den als „Wildwuchs“ charakterisierten westlichen Text.
Am Institut für Neutestamentliche Textforschung in Münster wurde die Rede vom alexandrinischen, westlichen und byzantinischen Texttyp in den 1990er Jahren nur mehr als „Grobcharakterisierung“ gesehen. Barbara Aland, die Direktorin des Instituts, skizzierte 1995 den Stand der Forschung so: „Deutlich ist zunächst, daß alte Vorstellungen wie ‚Rezension‘, ‚Lokaltext‘ und eben auch ‚Texttyp‘ nicht mehr greifen. Denn wie kann der sogenannte alexandrinische Texttyp auf eine Rezension, d. h. auf eine philologisch bewußte Herstellung zurückgehen, wenn seine heute stark vermehrten Mitglieder derart differieren?“ Das Institut nutzt die Kohärenzbasierte genealogische Methode, mit der computergestützt aus lokalen Stemmata der einzelnen Textvarianten komplexe Abhängigkeitsverhältnisse der Textzeugen abgeleitet werden können. Ein „Textzeuge“ ist bei dieser Methode nicht mehr der materielle Codex, den man kodikologisch und paläographisch beschreiben kann, sondern der darin enthaltene Text erster Hand.

## Der umstrittene Sinaiticus
Den Codex Sinaiticus begleiten seit seinem Bekanntwerden zwei Hypothesen, die seinen Wert für den Text des Neuen Testaments nach Meinung ihrer Vertreter zunichtemachen:
1. er sei kein Manuskript des 4. Jahrhunderts, sondern im 19. Jahrhundert geschrieben worden,
2. er stamme zwar aus der Spätantike, aber aus häretischen Kreisen.

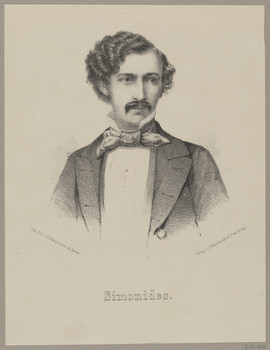
Konstantinos Simonides (Lithografie von Alexander Waldow, 1858)

Im Mittelpunkt der ersten Hypothese steht der griechische Handschriftenhändler und -fälscher Konstantinos Simonides. Am 3. September 1862 druckte der Guardian einen Leserbrief Simonides’ ab, in dem dieser behauptete, den Sinaiticus eigenhändig geschrieben zu haben. Sein Onkel Benedict sei etwa im Jahr 1839 Vorsteher des Panteleimon-Klosters auf dem Athos gewesen und habe ihn beauftragt, eine Bibel von Hand zu kalligraphieren, die dem Zaren Nikolaus I. als exquisites Geschenk überreicht werden sollte. Er habe einen auf dem Athos befindlichen alten Pergament-Codex genommen, die wenigen beschriebenen Blätter entfernt und die übrigen als Beschreibmaterial verwendet. Benedict habe seine Korrekturen hineingeschrieben und Stellen für verzierte Initialen markiert. Aber dann sei Benedict gestorben. Simonides habe sein unfertiges Manuskript später dem gelehrten Erzbischof vom Sinai und nachmaligen Ökumenischen Patriarchen Konstantius I. vorgelegt, der nach seiner Absetzung durch die osmanischen Behörden auf der Insel Antigone lebte. Dieser habe entschieden, den Codex der Bibliothek des Sinaiklosters zu schenken. Im Jahr 1852 habe er selbst sich zu Studien im Katharinenkloster aufgehalten und seinen Codex dort wiedergesehen: Die einleitende Widmung an den Zaren sei entfernt worden, und das Manuskript habe anders und irgendwie alt gewirkt. Simonides schloss: „Erlauben Sie mir, mein ehrliches Bedauern auszudrücken, dass, während die vielen wertvollen Altertümer in meinem Besitz oft als Werk meiner eigenen Hände verleumdet werden, das eine arme Werk meiner Jugend von einem Gentleman, der im Ruf großer Gelehrsamkeit steht, für die früheste Kopie der Heiligen Schriften gehalten wird.“ Das ging gegen Tischendorf, der sich 1856 in den Verkauf von Simonides’ Uranios-Palimpsest eingemischt und diesen als Fälschung beurteilt hatte.
Simonides’ Version der Sinaiticus-Herstellung wurde in der britischen Presse gut ein Jahr lang diskutiert. Ein Priestermönch Kallinikos schrieb dem Guardian aus Alexandria, er könne die Angaben des Simonides bestätigen. Simonides wiederum versicherte, Kallinikos sei ein integrer Mann. Der Bibliothekar Henry Bradshaw wurde als Sachverständiger hinzugezogen und schrieb dem Guardian am 28. Januar 1863, dass er den Codex Sinaiticus selbst untersucht habe; die Beschreibung, die Simonides von seiner auf dem Athos kalligraphierten Bibel gegeben habe, passe nicht zu diesem Codex. Auch der führende britische Textkritiker Samuel P. Tregelles meldete sich zu Wort. Er hatte in Tischendorfs Leipziger Wohnung einige Tage mit dem Codex gearbeitet und hielt ihn für zweifellos echt. Das Hin und Her mit weiteren Leserbriefen von Simonides und Kallinikos veranlasste schließlich den britischen Konsul in Thessaloniki, auf dem Athos Erkundigungen einzuziehen. Demnach war Benedict kein Klostervorsteher und nicht mit Simonides verwandt. Simonides hatte sich zweimal auf dem Athos aufgehalten, war aber von dort verwiesen worden. Diese Auskünfte diskreditierten im November 1863 die Version des Simonides und beendeten die Affäre.

John William Burgon

Der Häresievorwurf wurde erstmals 1862 von Porfiri Uspenski erhoben. Er fand im Codex Sinaiticus die vom orthodoxen Glauben abweichenden Aussagen, dass „Christus weder der Sohn der Jungfrau Maria, noch der Sohn Gottes sei, auch nicht habe was der Vater hat, dass er nicht der Sünderin verziehen habe und nicht gen Himmel gefahren sei.“ In diesem Satz spielte Uspenski auf mehrere Unterschiede zwischen dem Sinaiticus und dem Textus receptus an: Mt 1,25 ; Mk 1,1 ; Joh 16,15 , die Perikope von Jesus und der Ehebrecherin und den kanonischen Markusschluss. Mit seinem Gutachten versuchte Uspenski, die von Tischendorf erarbeitete Prachtedition der angeblich häretisch entstellten Bibel noch zu verhindern. Das russische Bildungsministerium überprüfte die Vorwürfe, denn die Finanzierung einer häretischen Bibel würde dem Ansehen des Zaren schaden. Es kam aber zu der Einschätzung, dass Uspenskis Außenseitermeinung nicht berücksichtigt werden musste.
Als die Anglikanische Kirche 1881 ein auf Grundlage der kritischen Textausgabe von Westcott-Hort revidiertes Neues Testament der King-James-Bibel einführte, gab es Protest. John William Burgon argumentierte 1883, dass der von der Mehrheit der späten Zeugen gebotene Text dem von wenigen frühen Zeugen gebotenen Text vorzuziehen sei. Die Codices Sinaiticus, Vaticanus und Bezae seien „die drei am skandalösesten korrumpierten Textversionen, die es gibt – bieten den am schändlichsten entstellten Text, den man finden kann – wurden, durch welchen historischen Prozess auch immer (ihre Geschichte ist ja völlig unbekannt) zum Sammelbecken der größten Zahl von fabrizierten Lesarten, antiken Patzern und absichtlichen Verdrehungen der Wahrheit – die man in irgendeiner Textausgabe des Wortes Gottes finden kann.“ Die Diskreditierung von Sinaiticus und Vaticanus begründete bei Burgon die Alleingeltung des Textus receptus und daraus folgend das Festhalten an der unrevidierten King-James-Bibel, die dessen Übersetzung darstellt. Diese Position wird heute innerhalb der King-James-Only-Bewegung vertreten.

### Textausgaben
- Konstantin von Tischendorf: Fragmentum Codicis Friderico-Augustani ex Iesaia et Ieremia. In: Monumenta sacra inedita, Band 1. Giesecke & Devrient, Leipzig 1855, S. 211–216. (Digitalisat)
- Konstantin von Tischendorf: Bibliorum codex Sinaiticus Petropolitanus. Auspiciis Augustissimis imperatoris Alexandri II. ex tenebris protraxit in Europam transtulit ad iuvandas atque illustrandas sacras litteras. 4 Bände. Sankt Petersburg 1862 (Nachdruck Olms, Hildesheim 1969).
  - Band 1: Prolegomena. Commentarius. Tabula
  - Band 2: Veteris Testamenti pars prior
  - Band 3: Veteris Testamenti pars posterior
  - Band 4: Novum Testamentum cum Barnaba et Pastore (Digitalisat)
- Konstantin von Tischendorf: Appendix codicum celeberrimorum Sinaitici, Vaticani, Alexandrini. Giesecke & Devrient, Leipzig 1867, S. xvi–xvii. (Digitalisat)
- Kirsopp und Helen Lake: Codex Sinaiticus Petropolitanus
  - Band 1: Codex Sinaiticus Petropolitanus: preserved in the Imperial Library of St. Petersburg … photographed by Helen and Kirsopp Lake. With a description and introduction to the history, by Kirsopp Lake. Clarendon, Oxford 1911 (Digitalisat)
  - Band 2: Codex Sinaiticus Petropolitianus et Friderico-Augustanus Lipsiensis: the Old Testament preserved in the Public Library of Petrograd, in the Library of the Society of Ancient Literature in Petrograd, and in the Library of the University of Leipzig. Now reproduced in facsimile from photographs by Helen and Kirsopp Lake. With a description and introduction to the history, by Kirsopp Lake. Clarendon, Oxford 1922 (Digitalisat).
- The British Library (Hrsg.): Codex Sinaiticus: A Facsimile, London 2010. ISBN 978-0-7123-4998-7 (mit Reference Guide, 31 S.).

### Monographien
- Christfried Böttrich: Der Jahrhundertfund. Entdeckung und Geschichte des Codex Sinaiticus. EVA, Leipzig 2011. ISBN 978-3-374-02586-2.
- Michael Dormandy: Building a Book of Books. Textual Characteristics of the Early Greek Majuscule Pandects (= Arbeiten zur neutestamentlichen Textforschung, 54). De Gruyter, Berlin/Boston 2024. ISBN 978-3-11-099457-5.
- Dirk Jongkind: Scribal Habits of Codex Sinaiticus (= Texts and Studies: Contributions to Biblical and Patristic Literature, 5): Gorgias Press, Piscataway NY 2007. ISBN 978-1-59333-422-2.
- Herbert J. M. Milne, Theodore C. Skeat, Douglas Cockerell: Scribes and Correctors of the Codex Sinaiticus. British Museum, London 1938.
- Herbert J. M. Milne, Theodore C. Skeat: The Codex Sinaiticus and the Codex Alexandrinus. 2. Auflage. University Press, Oxford 1955.
- David Parker: Codex Sinaiticus: Geschichte der ältesten Bibel der Welt. WBG, Darmstadt 2012. ISBN 978-3-534-24956-5. (Englische Originalausgabe: Codex Sinaiticus: The Story of the World’s Oldest Bible. The British Library, London 2010.)
- Ulrich Johannes Schneider (Hrsg.): Codex Sinaiticus. Geschichte und Erschließung der „Sinai-Bibel“. 2. Auflage. Leipziger Universitätsverlag, Leipzig 2007. ISBN 978-3-934178-72-4. (Deutsche Übersetzung von: Scot McKendrick: In a Monastery Library. Preserving Codex Sinaiticus and the Greek written Heritage. The British Library, London 2006, ergänzt um Vergleichsmaterial aus dem Bestand der Universitätsbibliothek Leipzig)

### Artikel
- Patrick Andrist: La structure des codex Vaticanus, Alexandrinus et Sinaiticus. Questions ouvertes sur le canon, la fabrication et la circulation de ces Bibles. In: Chiara Ruzzier, Xavier Hermand (Hrsg.): Comment le Livre s’est fait livre. La fabrication des manuscrits bibliques (IVe–XVe siècle). Bilan, résultats, perspectives de recherche (= Bibliologia, 40). Brepols, Turnhout 2015, S. 11–37. (Online)
- Patrick Andrist: Au croisement des contenus et de la matière: les structures des sept pandectes bibliques grecques du premier millénaire. Étude comparative sur les structures des contenus et de la matérialité des codex Vaticanus, Sinaiticus, Alexandrinus, Ephrem rescriptus, Basilianus, «Pariathoniensis» et de la Biblia Leonis. In: Scrineum Rivista 17/2 (2020), S. 3–106. (Online)
- Dan Batovici: Textual Revisions of the Shepherd of Hermas in Codex Sinaiticus. In: Zeitschrift für antikes Christentum 18 (2014), S. 443–470. (Online)
- Dan Batovici: The Apostolic Fathers in Codex Sinaiticus and Codex Alexandrinus. In: Biblica 97 (2016), S. 581–605.
- Dan Batovici: Two B scribes in Codex Sinaiticus? In: The Bulletin of the American Society of Papyrologists 4 (2017), S. 197–206. (Online)
- Christfried Böttrich: Codex Sinaiticus and the use of manuscripts in the Early Church. In: The Expository Times 128 (2017), S. 469–478.
- Paolo Cecconi: The Codex Sinaiticus and Hermas: The Ways of a Crossed Textual Transmission. In: Zeitschrift für antikes Christentum 22 (2018), S. 278–295.
- Eldon Jay Epp: Codex Sinaiticus: Its Entrance into the Mid-Nineteenth Century Text-Critical Environment and Its Impact on the New Testament Text. In: Perspectives on New Testament Textual Criticism, Collected Essays. Band 2. Brill, Leiden 2021, S. 443–488.
- William Frame: The British Museum Purchase of Codex Sinaiticus. In: Scot McKendrick, David Parker, Amy Myshrall, Cillian O’Hogan (Hrsg.): Codex Sinaiticus – New Perspectives on the Ancient Biblical Manuscript. British Library, London und Hendrickson, Peabody 2015. ISBN 978-0-7123-5860-6, ISBN 978-1-61970-647-7, S. 201–212.
- Nicholas Fyssas: The Recent History of Codex Sinaiticus: Insights from the Sinai Archives. In: Scot McKendrick, David Parker, Amy Myshrall, Cillian O’Hogan (Hrsg.): Codex Sinaiticus – New Perspectives on the Ancient Biblical Manuscript. British Library, London und Hendrickson, Peabody 2015. ISBN 978-0-7123-5860-6, ISBN 978-1-61970-647-7, S. 189–199.
- Harry Gamble: Codex Sinaiticus in Its Fourth Century Setting. In: Scot McKendrick, David Parker, Amy Myshrall, Cillian O’Hogan (Hrsg.): Codex Sinaiticus – New Perspectives on the Ancient Biblical Manuscript. British Library, London und Hendrickson, Peabody 2015. ISBN 978-0-7123-5860-6, ISBN 978-1-61970-647-7, S. 3–18.
- Peter M. Head: Scribe D in the New Testament of Codex Sinaiticus. In: Scot McKendrick, David Parker, Amy Myshrall, Cillian O’Hogan (Hrsg.): Codex Sinaiticus – New Perspectives on the Ancient Biblical Manuscript. British Library, London und Hendrickson, Peabody 2015. ISBN 978-0-7123-5860-6, ISBN 978-1-61970-647-7, S. 127–137.
- Dirk Jongkind: One Codex, Three Scribes, and Many Books: Struggles with space in Codex Sinaiticus. In: Thomas J. Kraus, Tobias Nicklas (Hrsg.): New Testament Manuscripts: Their Texts and Their Worlds (= Texts and Editions for New Testament Study, 2). Brill, Leiden 2006, S. 121–135.
- Peter Malik: The Earliest Corrections in Codex Sinaiticus: A Test Case from the Gospel of Mark. In: The Bulletin of the American Society of Papyrologists 50 (2013), S. 207–254. (Online)
- Gavin Moorhead, Sara Mazzarino, Flavio Marzo, Barry Knight: A Physical Perspective of Codex Sinaiticus: An Overview from British Library Folios. In: Scot McKendrick, David Parker, Amy Myshrall, Cillian O’Hogan (Hrsg.): Codex Sinaiticus – New Perspectives on the Ancient Biblical Manuscript. British Library, London und Hendrickson, Peabody 2015. ISBN 978-0-7123-5860-6, ISBN 978-1-61970-647-7, S. 221–238.
- Pete Myers: The Textual Affinities of Sinaiticus’ Correctors in 2 Esdras: An Analysis of Proper Nouns. In: The Bulletin of the American Society of Papyrologists 55 (2018), S. 157–193.
- Amy Myshrall: The Presence of a Fourth Scribe? In: Scot McKendrick, David Parker, Amy Myshrall, Cillian O’Hogan (Hrsg.): Codex Sinaiticus – New Perspectives on the Ancient Biblical Manuscript. British Library, London und Hendrickson, Peabody 2015. ISBN 978-0-7123-5860-6, ISBN 978-1-61970-647-7, S. 139–148.
- Brent Nongbri: The Date of Codex Sinaiticus. In: The Journal of Theological Studies 73 (2022), S. 516–534. (Online)
- David Parker: The Transcription and Reconstruction of Codex Sinaiticus. In: Scot McKendrick, David Parker, Amy Myshrall, Cillian O’Hogan (Hrsg.): Codex Sinaiticus – New Perspectives on the Ancient Biblical Manuscript. British Library, London und Hendrickson, Peabody 2015. ISBN 978-0-7123-5860-6, ISBN 978-1-61970-647-7, S. 279–293.
- Ken M. Penner: Codex Sinaiticus Corrector Cb2 as a Witness to the Alexandrian Text of Isaiah. In: Journal of Septuagint and Cognate Studies 45 (2012), S. 23–38. (Online)
- Albert Pietersma: Codex Sinaiticus and the Book of Psalms. In: Scot McKendrick, David Parker, Amy Myshrall, Cillian O’Hogan (Hrsg.): Codex Sinaiticus – New Perspectives on the Ancient Biblical Manuscript. British Library, London und Hendrickson, Peabody 2015. ISBN 978-0-7123-5860-6, ISBN 978-1-61970-647-7, S. 41–49.
- Ulrich Schmid: Diplés und Quellenangaben im Codex Sinaiticus. In: Martin Karrer (Hrsg.): Von der Septuaginta zum Neuen Testament: textgeschichtliche Erörterungen (= Arbeiten zur neutestamentlichen Textforschung, 43). De Gruyter, Berlin/Boston 2010, S. 83–98.
- Theodore C. Skeat: Four Years’ Work on the Codex Sinaiticus: Significant Discoveries in Reconditioned MS (1938). In: Keith Elliott (Hrsg.): The Collected Biblical Writings of T. C. Skeat (= Novum Testamentum, Supplements, 113). Brill, Leiden 2004, S. 107–113.
- Theodore C. Skeat: The Codex Sinaiticus, the Codex Vaticanus and Constantine. In: The Journal of Theological Studies 50 (1999), S. 583–625.
- Emanuel Tov: The Septuagint in Codex Sinaiticus Compared with Other Sources. In: Scot McKendrick, David Parker, Amy Myshrall, Cillian O’Hogan (Hrsg.): Codex Sinaiticus – New Perspectives on the Ancient Biblical Manuscript. British Library, London und Hendrickson, Peabody 2015. ISBN 978-0-7123-5860-6, ISBN 978-1-61970-647-7, S. 21–29.
- David Trobisch: Codex Sinaiticus and the Formation of the Christian Bible. In: Scot McKendrick, David Parker, Amy Myshrall, Cillian O’Hogan (Hrsg.): Codex Sinaiticus – New Perspectives on the Ancient Biblical Manuscript. British Library, London und Hendrickson, Peabody 2015. ISBN 978-0-7123-5860-6, ISBN 978-1-61970-647-7, S. 91–96.
- Klaus Wachtel: The Corrected New Testament Text of Codex Sinaiticus. In: Scot McKendrick, David Parker, Amy Myshrall, Cillian O’Hogan (Hrsg.): Codex Sinaiticus – New Perspectives on the Ancient Biblical Manuscript. British Library, London und Hendrickson, Peabody 2015. ISBN 978-0-7123-5860-6, ISBN 978-1-61970-647-7, S. 97–106.